# Mündelheim

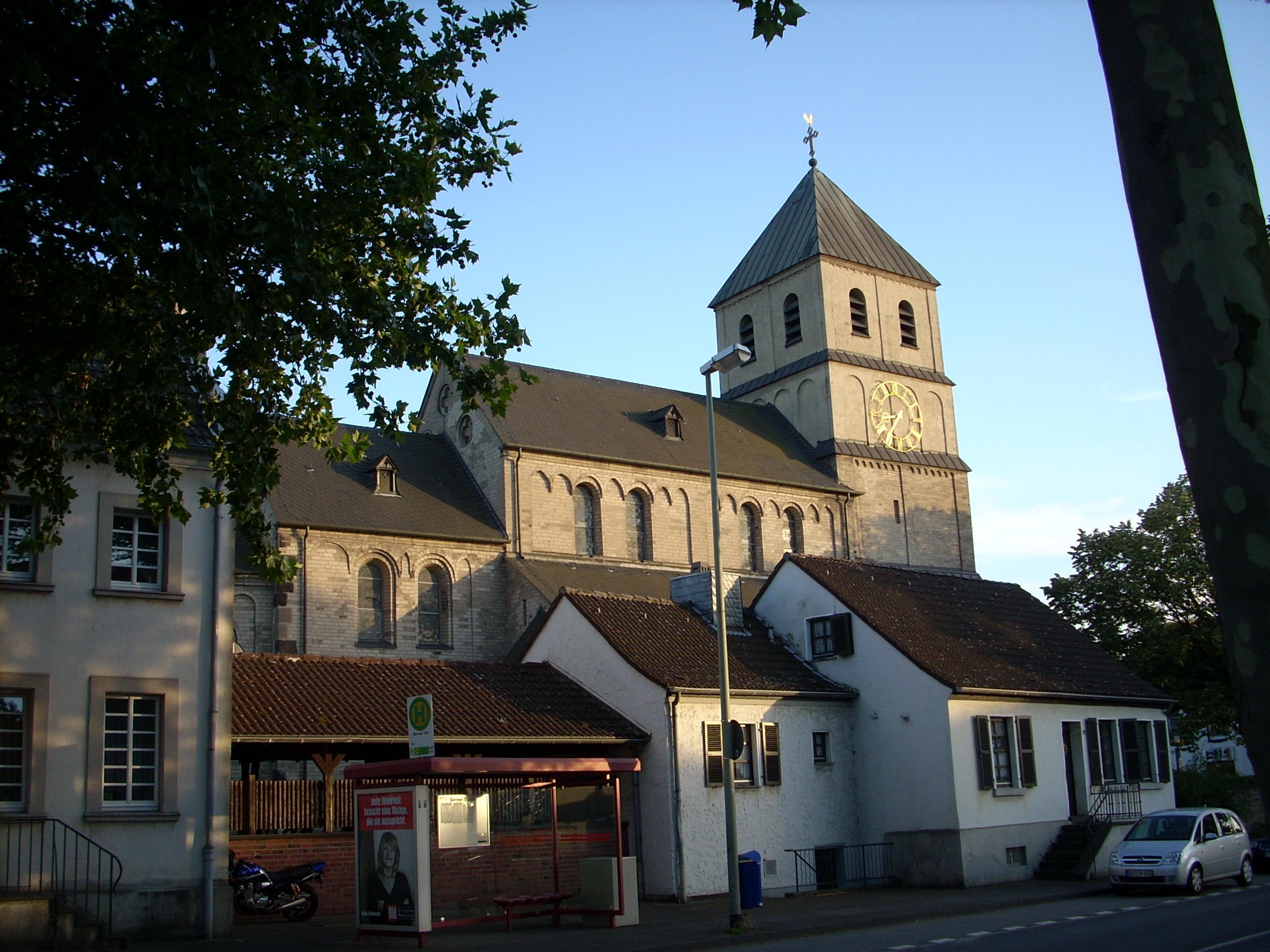
Pfarrkirche St. Dionysius von 1230, Mündelheims Wahrzeichen

Mündelheim ist ein altes, rechtsrheinisches Bauern- und ehemaliges Fischerdorf im großen Rheinbogen zwischen Kaiserswerth und Ruhrort bei Stromkilometer 765, seit der kommunalen Neuordnung von 1929 verwaltungstechnisch der Name eines Stadtteils des Stadtkreises Duisburg im Stadtbezirk Duisburg-Süd in Nordrhein-Westfalen.
Der Stadtteil besteht neben dem namensgebenden Ort Mündelheim aus den Orten Serm, Ehingen, Rheinheim sowie Holtum bzw. Holtumer Höfe und hat 6.141 Einwohner (Stand: 31. Dezember 2023). Er unterscheidet sich in seiner Geschichte, Bevölkerungsstruktur und seinem Ortsbild von der Ruhrgebietsstadt Duisburg. Das Ortsbild erscheint nämlich über die Mündelheim umgebenden grünen Felder betrachtet und im Schatten der gotisch-romanische Kirche liegenden Häuser immer noch dörflich. Oft wird es als Ort der Ruhe bezeichnet. Beeinflusst wird es auch von seiner Nähe zu den Nachbarorten Düsseldorf-Wittlaer und Krefeld-Uerdingen. Tatsächlich war das alte Dorf Mündelheim über 1000 Jahre lang landwirtschaftlich geprägt. Durch seine Lage an dem großen Rheinbogen ist Mündelheim von drei Seiten von Wasser umgeben. Zum Schutz vor Hochwasser ist es durch einen Rheindeich vom Fluss getrennt.
Bis 1929 gehörte das Dorf Mündelheim zum bergischen Amt Angermund. Laut einer Schenkungsurkunde aus dem Jahre 956 vermachte König Otto I. 947 dem Stift Gandersheim im Harz seine Besitztümer in Mundilincheim.
Durch den Stadtteil verläuft eine Sprachgrenze des deutschen Sprachraums, die Uerdinger Linie.

## Geografie

Mündelheim – südwestlichster Stadtteil von Duisburg

### Lage
Mündelheim ist der südlichste Stadtteil der Ruhrgebietsstadt Duisburg. Der Ort grenzt im Norden an Duisburg-Hüttenheim und im Osten an Duisburg-Ungelsheim, die südliche Grenze bildet Düsseldorf-Wittlaer. Der Rhein bildet im Westen die Grenze zu Krefeld-Uerdingen und Meerbusch-Nierst, wobei die Rheinbrücke eine enge Verbindung lediglich an Krefeld-Uerdingen herstellt.
Das Dorf selbst liegt in einem großen Rheinbogen, wodurch das Umland geprägt wurde. Durch Verlagerungen des Rheinbettes wurde über Jahrhunderte immer wieder Getriebe und Geröll heran- und abgetragen. Durch Hebungen entstanden Haupt- und Mittelterrassen; an der Niederterrasse liegt nur wenige Meter über dem Rhein, in einer Talmulde, der so genannten Aue, die Ortschaft. Durch Hochwasser wurden immer wieder Lehmschichten angeschwemmt. Soweit es der Boden zuließ, wuchs Wald in der Aue, der Großteil ist jedoch mit Wiesen und einigen Büschen bewachsen. In den letzten 2000 Jahren hat der Rhein bei Mündelheim sein Flussbett nur geringfügig verändert.
Im Norden befinden sich zwei Dünen aus der letzten Eiszeit, mit einer Höhe von 41 und 39 m ü. NN. Sie entstanden während einer Trockenperiode, als feiner Sand durch Westwinde aus den Schotterflächen angeweht wurde. Die heute unter dem Namen Ehinger Berge bekannten Dünen dienten aufgrund ihrer Höhe in der Vergangenheit als Zufluchtsort während der Rheinhochwasser.

### Namensgebung
Wahrscheinlich wurde der Ort nach einem wichtigen Mann der ersten Bewohner, die sich im Ortsgebiet ansiedelten oder angesiedelt wurden, benannt. Die frühere Ortsbezeichnung lautete wohl Heim des Mundilio, die sich im Laufe der Jahrhunderte veränderte. So hieß der Ort u. a. Mundulingheim (um 947), Mundelchem (um 1565) oder Mulchem (um 1820). Es sind ungefähr 20 weitere Bezeichnungen bekannt.
Falsch ist hingegen die Meinung, dass der Ortsname von Mühlenheim herrührt, denn in Mündelheim hat es nie eine Mühle gegeben, zuständig war für das Dorf die Sandmühle am Heidberg.

### Ortsentwicklung und Ortsteile

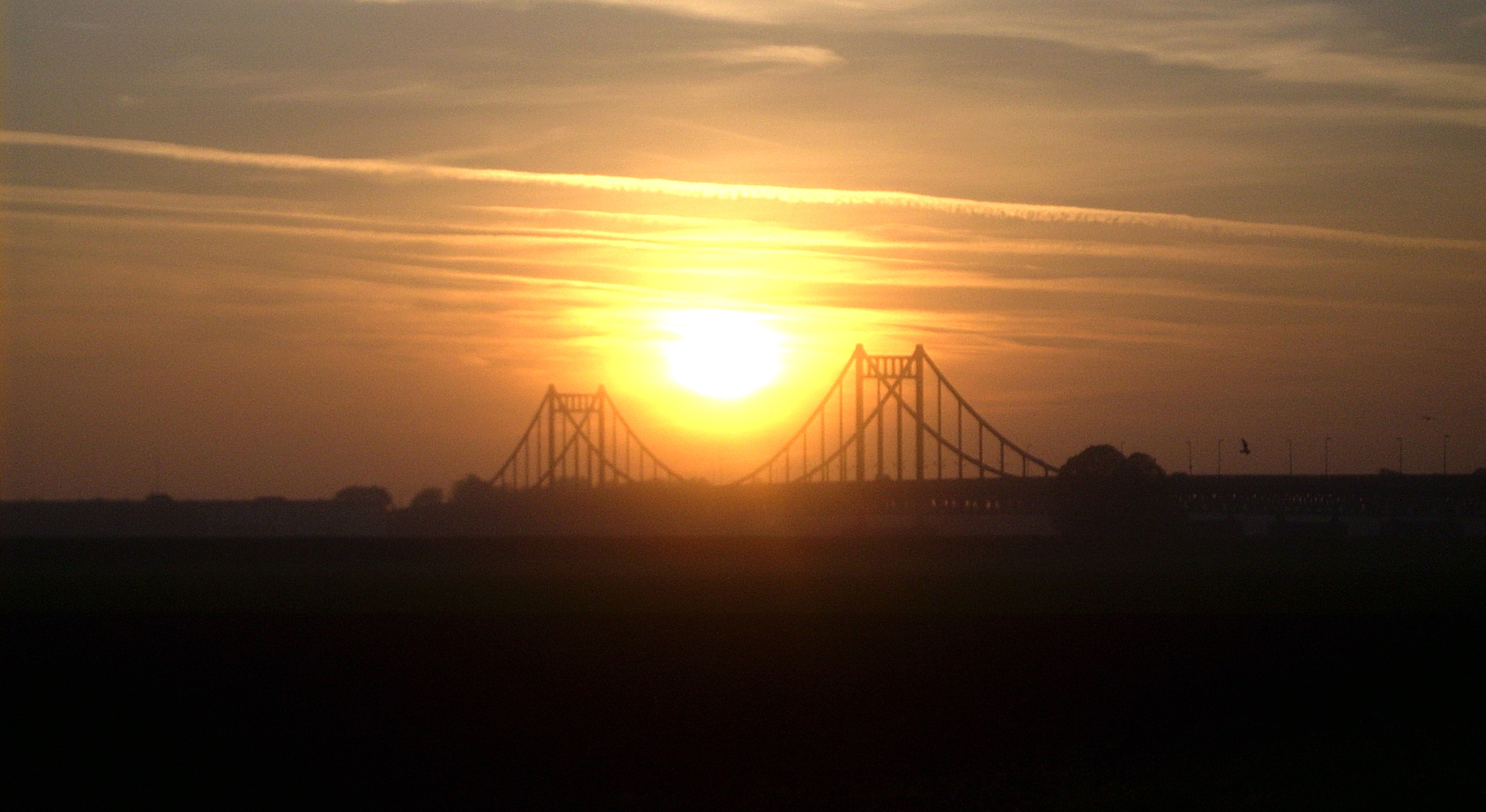
Rheinbrücke im Abendlicht

Heute wird unter Mündelheim der Duisburger Stadtteil 710 verstanden, der aus den Ortsteilen Mündelheim, Ehingen, Serm und Rheinheim besteht.
Im Jahr 1975 wurden die Ortschaften Mündelheim, Ehingen, Rheinheim und Serm im neuen Stadtteilbezirk 710 Mündelheim zusammengefasst, weshalb es schwer ist, die genauen Einwohnerzahlen der einzelnen Stadtteile zu nennen.
Zur Volkszählung 1970 hatte das Dorf Mündelheim 1554 Einwohner, Serm hatte 1482 Einwohner und Ehingen 1553 Einwohner. Heute hat der Ortsteil Mündelheim, der sich in Alt-Mündelheim und die Siedlungen Im Bonnefeld und Am Ehinger Berg gliedern lässt, etwa 4.100 Einwohner.

#### Alt-Mündelheim/Ortskern Mündelheim

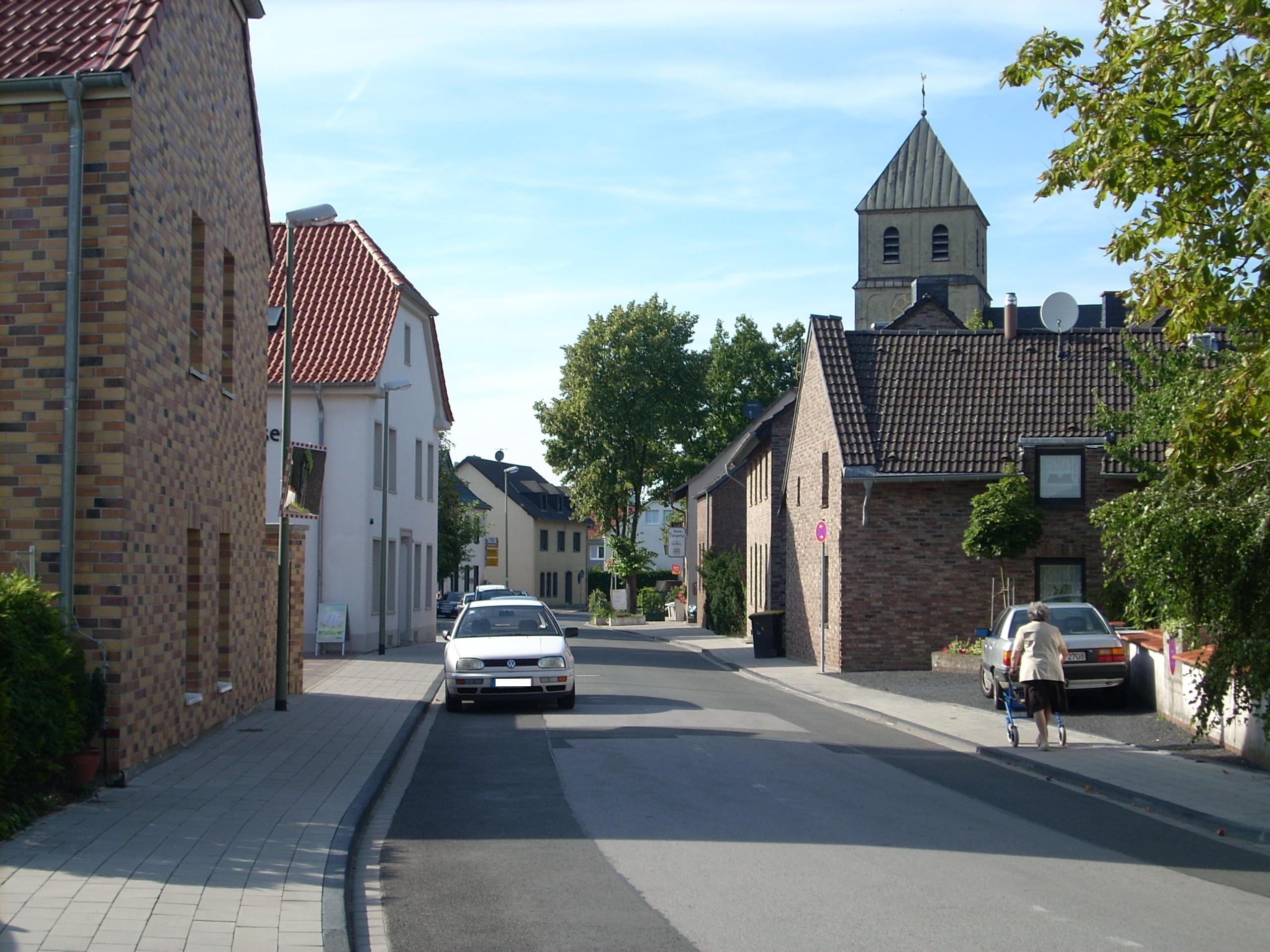
Alt-Mündelheim

Mit Alt-Mündelheim wird der Teil des Dorfes südlich der Bundesstraße 288 (auch Oberdorf genannt), rund um die Pfarrkirche St. Dionysius bezeichnet, sowie der nördlich Bundesstraße 288 und westlich der Uerdinger Straße liegende Teil (Unterdorf).
Zu Beginn des 10. Jahrhunderts war Mündelheim ein großes Fischerdorf. Erste verlässliche Einwohnerzahlen stammen aus dem Jahr 1801, damals lebten in Mündelheim 546 Menschen. Mit der industriellen Revolution erlebte Mündelheim einen starken Zuzug, 1871 hatte Mündelheim 757 Bewohner, 1907 waren es 902 und bis 1939 stieg die Zahl auf 1150 Einwohner. Durch den steigenden Wohnbedarf wuchs die Flächennutzung durch Wohnbebauung.
Nach dem Zweiten Weltkrieg betrug die Einwohnerzahl noch 858, danach stieg sie lange Zeit stetig. Mündelheim wuchs durch zahlreiche Neubaugebiete: so wurden 1969 in Alt-Mündelheim Eigentumswohnungen am Schwalbenweg als Terrassenhäuser in 2- und 3-geschossiger Bauweise errichtet.

#### Siedlungen Am Ehinger Berg und Im Bonnefeld
Unmittelbar nach dem Zweiten Weltkrieg errichteten die Mitglieder der Gemeinschaft der Siedler am Ehinger Berg e. V. in Eigenleistung und mit gegenseitiger Hilfe die sog. Siedlung östlich der Ehinger Straße, die auch der Siedlerstraße ihren Namen gab. Anfang der 1970er Jahre wurden die Hochhaussiedlungen Im Bonnefeld und Am Ehinger Berg errichtet, unter anderem vom Versorgungswerk der Ärztekammer. Die Hochhäuser brachten einen Zuzug von mehr als 1.000 Menschen nach Mündelheim.

#### Ortsteil Serm
Mit etwa 2.000 Einwohnern ist Serm heute nach Mündelheim der größte Ortsteil. Serm, dessen Name im Keltischen Langendorf bedeuten könnte, wurde erstmals 1072 erwähnt. Der Ortsteil gehört heute zu den weit herausragenden archäologischen Stätten innerhalb des Stadtgebietes von Duisburg. Funde und Befunde überliefern die Gründung einer überregional bedeutenden Vorgängersiedlung noch unter spätrömischer Herrschaft in der Zeit der zweiten Hälfte des späten 4. Jahrhunderts. Es handelt sich um eine rechtsrheinische Brückenkopfsiedlung an einem Rheinübergang gegenüber dem in Konstantinischer Zeit zu einer spätantiken Festung ausgebauten Kastell Gelduba (Krefelder Stadtteil Gellep-Stratum). Der heutige Ortsteil Serm, welcher östlich von Mündelheim liegt, wurde nach Aufgabe der spätantiken Siedlungsgründung, deren Name nicht überliefert ist, von Bauern, die vor den ständigen Bedrohungen durch Hochwasser des Rheines geflüchtet waren, an einer einige hundert Meter weiter östlich gelegenen Stelle neu gegründet. 2014 setzten umfangreiche Projekte der Deutschen Forschungsgemeinschaft (DFG) und des Landschaftsverbands Rheinland (LVR) zur Erforschung der älteren Vorgängersiedlung ein. Der Platz beherrschte dem reichen Fundgut zufolge, zusammen mit dem linksrheinischen Kastell, den Flussübergang eines Fernweges aus der Maasregion in Richtung Westfalen. Heute weist Serm einen ländlichen Charakter auf. Besonders bekannt ist das Dorf durch sein ausgelassenes Karnevalstreiben am Faschingssonntag, das jedes Jahr für einen Ansturm von „Narren“ auch aus dem weiten Umfeld sorgt.

#### Ortsteil Ehingen

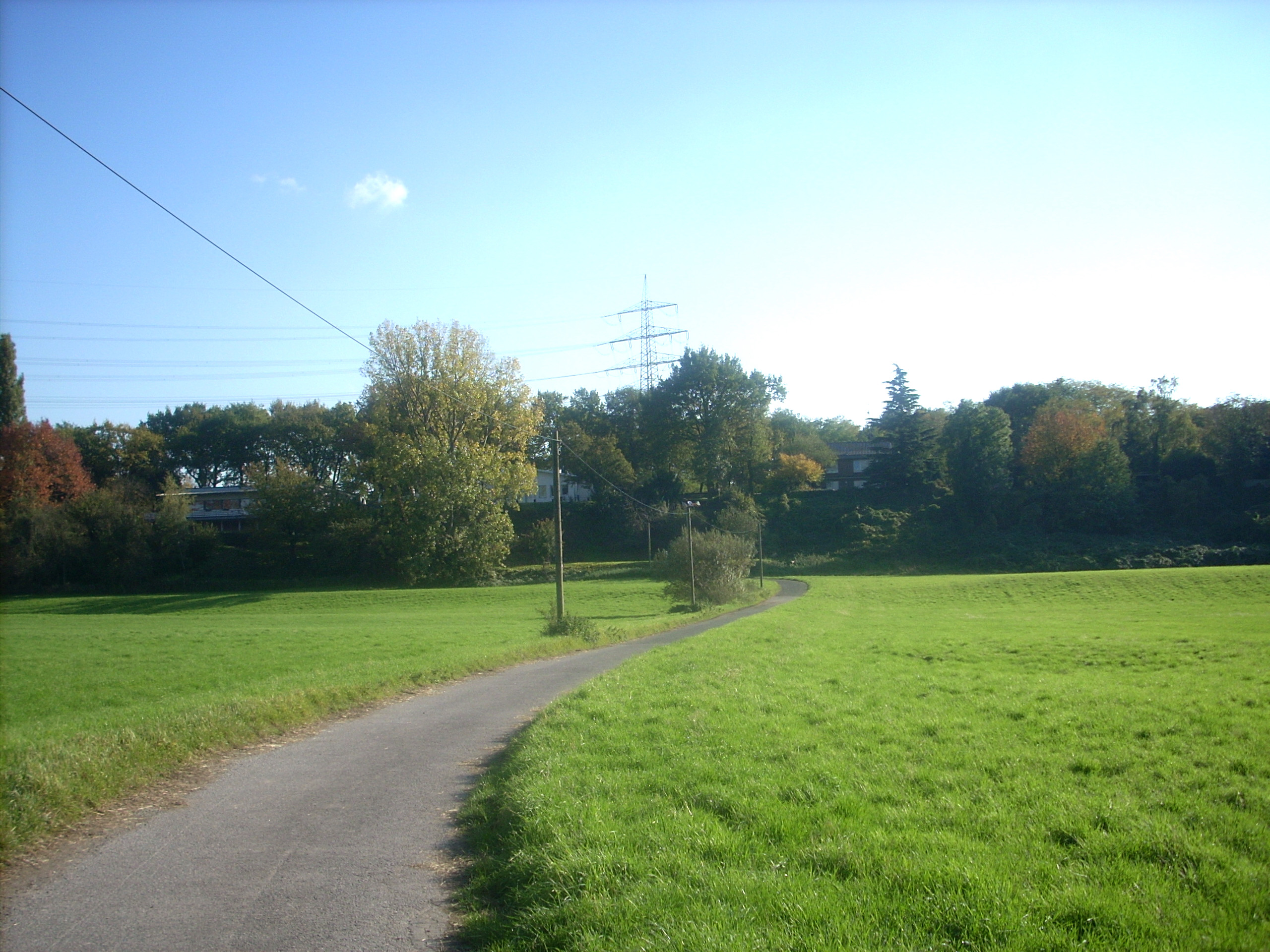
Duisburg-Ehingen

Ehingen im Norden von Mündelheim liegt auf einer der beiden Dünen aus der Eiszeit. Zurückgeführt wird der Name auf den erstmals 1221 erwähnten Ehinger Hof. Dieser entwickelte sich im Laufe der Jahrhunderte zu einem kleinen Fischerdorf, das durch die Ausdehnung der Schwerindustrie an der Rheinschiene fast ganz verschwunden ist. Heute stellt sich Ehingen als kleine grüne Oase, direkt am Rhein gelegen, in unmittelbarer Nachbarschaft der Stahlindustrie dar.

#### Ortsteil Rheinheim
Der kleinste Ortsteil ist Rheinheim, welcher südlich der Sportanlage des TuS Mündelheim liegt. Er besteht nur noch aus einem Bauernhof und drei Wohnhäusern. In dem kleinen Ort leben etwa 20 Menschen. Bevor sich der Rhein verlagerte, war Rheinheim um ein Vielfaches größer. Erstmals wurde es 1072 erwähnt, jetzt ist Rheinheim durch eine beabsichtigte Deichverlegung gefährdet.

#### Ortsteil Holtum/Holtumer Höfe
Bis 1929 gehörten die Holtumer Höfe, die in einigen älteren Karten auch als kleiner Ort Holtum verzeichnet sind, zu Bockum (Düsseldorf).
1929 wurden die nördlichen Gebiete von Bockum, die Holtumer Höfe, der Stadtgemeinde Duisburg-Hamborn zugeschlagen, während der Rest Bockums mit den Orten Wittlaer, Einbrungen, Froschenteich, Kalkum und Zeppenheim zur neuen Großgemeinde Wittlaer zusammengeschlossen wurde. Aufgrund der nahen Lage werden die Holtümer Höfe heutzutage meist zum (Duisburg-Mündelheimer) Ortsteil Serm gezählt, befinden sich aber strenggenommen in Bockum, das sich heute auf die beiden Städte Duisburg und Düsseldorf erstreckt. Der Ort wird urkundlich bereits im Jahr 802 als Holtheim erwähnt. Damals verkaufte ein Betto dem Werdener Abt Liudger einen Kothen bei Holtum. Aus dem 14. Jahrhundert stammen frühe Erwähnungen von Holtumer Bauernhöfen. Im Bereich Holtum stieß man ferner auf ein fränkisches Grabfeld, das etwa aus dem 5. bis 8. Jahrhundert stammt. Heute wird das als Holtumer Höfe bezeichnete Gebiet größtenteils durch den Holtumer Mühlen-, den Holtumer und den Postenhof gebildet.

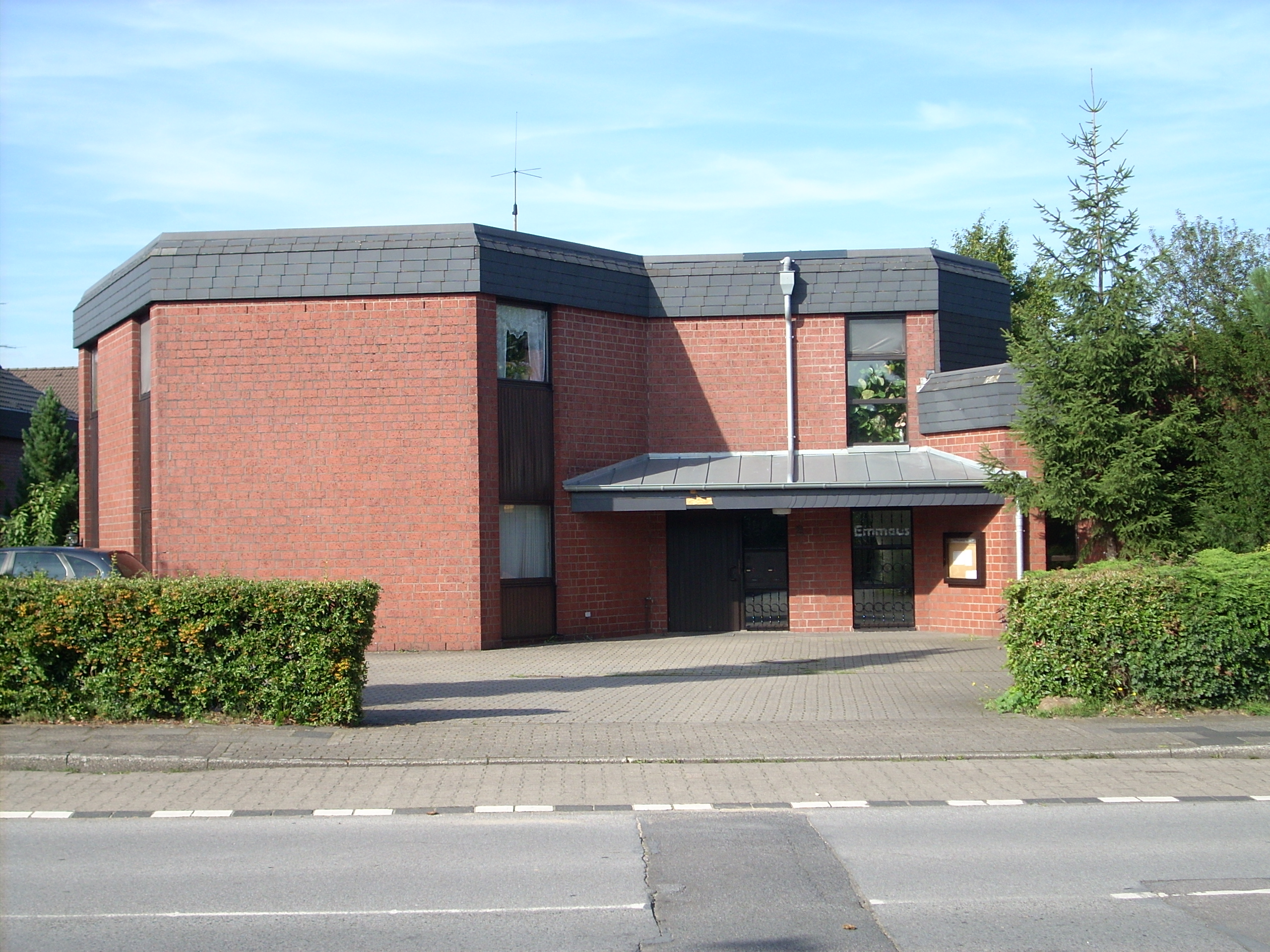
Evangelisches Gemeindehaus
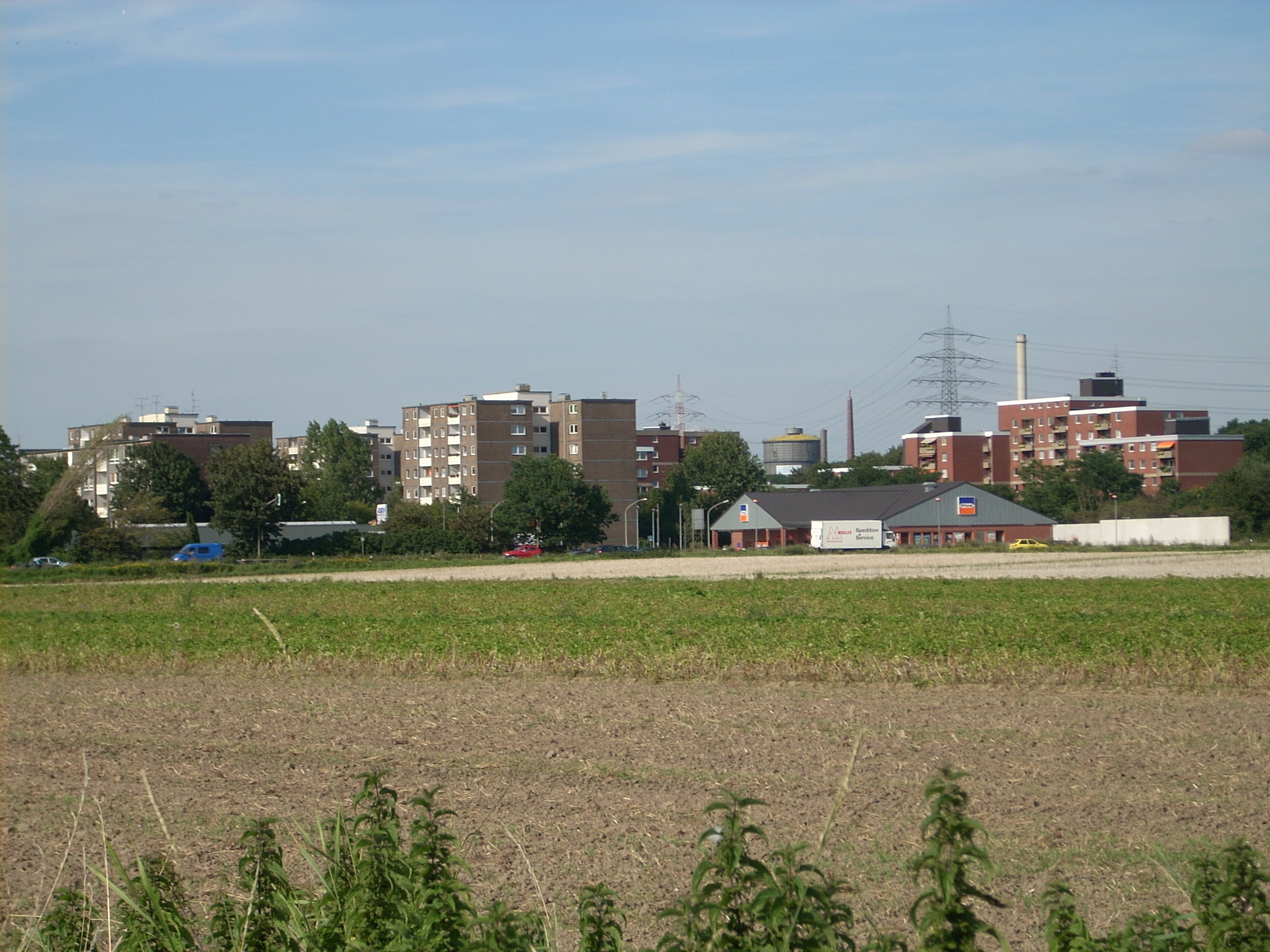
Hochhaussiedlung im Bonnefeld
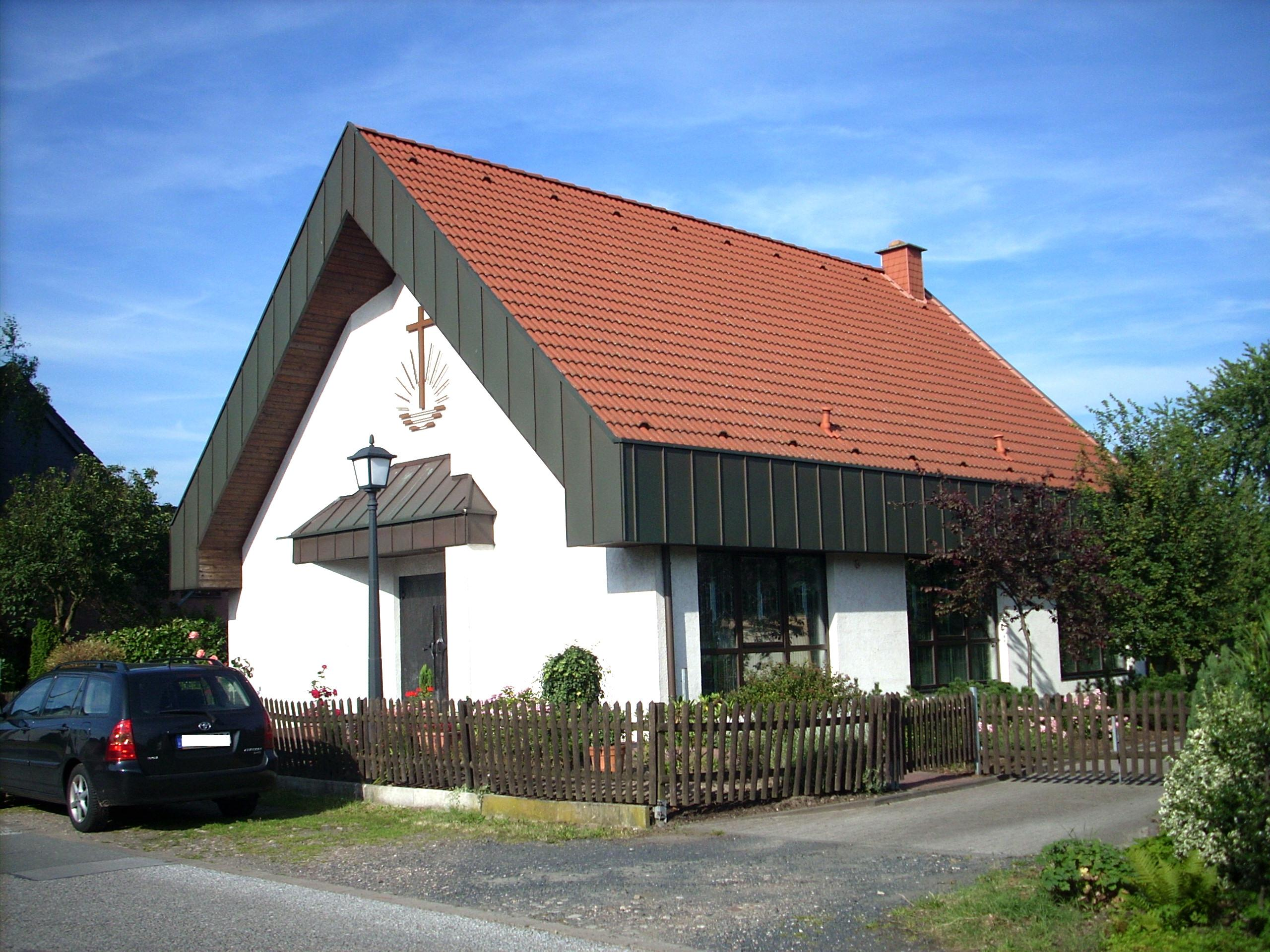
Neuapostolische Kirche
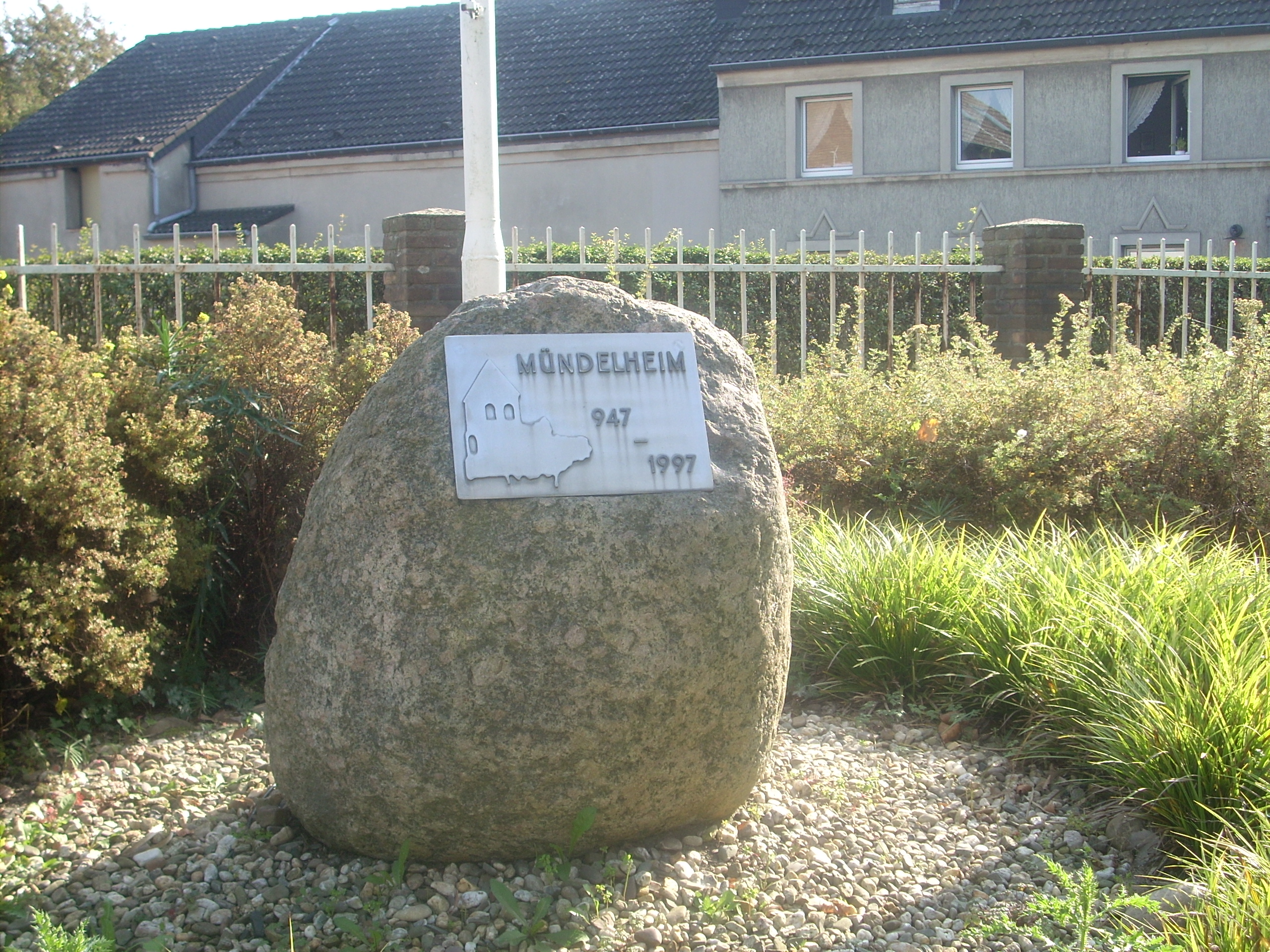
947 wurde Mündelheim erstmals erwähnt

## Geschichte von Mündelheim

### Vor- und Frühgeschichte
Die erste Siedlung auf dem heutigen Mündelheimer Gebiet entstand um 750 n. Chr. Dabei handelte es sich um eine der jüngeren fränkischen Siedlungen in der Umgebung, was man aus Endsilbe –heim schließen kann. Ältere Ortschaften haben die Endungen -um wie Walsum, Alsum oder Kalkum, wo im Gegensatz zu Mündelheim Hinweise auf die Frankenzeit gefunden wurden, wie zum Beispiel fränkische Friedhöfe. Die Ansiedlung der Franken in der Region war eine Folge des Endes der Römerzeit, aus der sich in Mündelheim nur wenige Spuren finden lassen (was durch den Rhein als natürliche Grenze zu erklären ist). Der Abzug der rheinischen Legionen des Feldherrn Stilicho im Jahr 405 löste eine Völkerwanderung mehrerer germanischer Stämme aus.
Schon 400 Jahre zuvor war der große Rheinbogen bereits Schauplatz einer Episode des Bataver-Aufstandes. Nach einem Bericht von Tacitus wurde ein für Gellep bestimmtes römisches Getreideschiff, welches in Höhe des heutigen Mündelheims gestrandet war, von ansässigen Brukterern überfallen. Am Anfang der Dorfgeschichte stand somit der Rhein, der in den folgenden Jahrhunderten einen großen Anteil an den Mündelheimer Geschichtsabschnitten hatte.
Es dauerte bis zum 4. Mai 947, bis Mündelheim das erste Mal urkundlich erwähnt wurde. Dabei wurde Mundulingheim in einer Schenkung König Ottos I. an das Stift Gandersheim im Harz übertragen. Die erstmalige Erwähnung Mündelheims fällt mit der Geburt Deutschlands zusammen. Am 29. Dezember 1072 schenkte Kaiser Heinrich IV. das Reichsgut Kaiserswerth der villae Mundulingheim, um sich Städte, Adlige und Ministeriale gewogen zu machen. Zu diesem Zeitpunkt war es ein bäuerliches Dorf am Rhein.

### Mittelalter
Im 13. Jahrhundert wechselte erneut die Herrschaft in der Niederrhein-Region, nachdem Graf Adolf V. von Berg das Erbrecht von Limburg und Duisburg an den Herzog Johann von Brabant verkauft hatte. Dieser hatte das Ziel, die Vorherrschaft zwischen Rhein und Nordsee zu gewinnen, sowie ein niederrheinisches Großterritorium zu schaffen. Daraufhin geriet er in einen Konflikt mit dem Kölner Erzbischof Siegfried von Westerburg, der mit der Schlacht bei Worringen 1288 beendet wurde. Dabei ging der Herzog als Sieger hervor und stärkte die Position des Grafen von Berg.
Aus dem Jahr 1326 stammt die nächste urkundliche Erwähnung Mündelheims, als die Mündelheimer Eheleute Adeleidis und Konrad den Stiftsherren von Kaiserswerth eine Rente vermachten. Zur gleichen Zeit gab es einen regionalen Kampf um die Vorherrschaft am Niederrhein zwischen Köln und Kleve. Während es in den folgenden Jahrhunderten immer wieder zu Auseinandersetzungen zwischen dem Kölner Erzbischof und dem Herzogtum Kleve kam, blieb Mündelheim verschont. Ruhe kam erst Anfang des 16. Jahrhunderts in die Gegend, nachdem Johanns III. Maria von Jülich-Berg geheiratet hatte und die Herzogtümer und Grafschaften Kleve, Mark, Jülich, Berg und Ravensberg verbunden wurden.
Die Reformation spaltete das Herzogtum konfessionell. Mündelheim entwickelte sich zu einem katholischen Zentrum für den heutigen Duisburger Süden und den Düsseldorfer Norden. Dadurch ist zu erklären, dass die Pfarrkirche St. Dionysius, die von 1220/1221 bis 1230 errichtet wurde, große Ausmaße annahm. Sie ersetzte damals eine bereits aus dem 12. Jahrhundert stammende Vorgängerkirche. Die St.-Dionysius-Kirche und ihre Nebengebäude sind heute das Wahrzeichen Mündelheims und das am häufigsten fotografierte Motiv. Seit der Eingemeindung Mündelheims zu Duisburg ist sie zudem die älteste Kirche auf Duisburger Stadtgebiet.
Im 12. Jahrhundert hatte die Mündelheimer Bevölkerung mehrmals unter schweren Dürren zu leiden, unter anderem in den Jahren 1130, 1135 und 1137. 1194, ließ eine extreme Dürre die Flüsse und Bäche austrocknen, alles Vieh sterben und war die Ursache einer Vielzahl von Bränden.

### Neuzeit

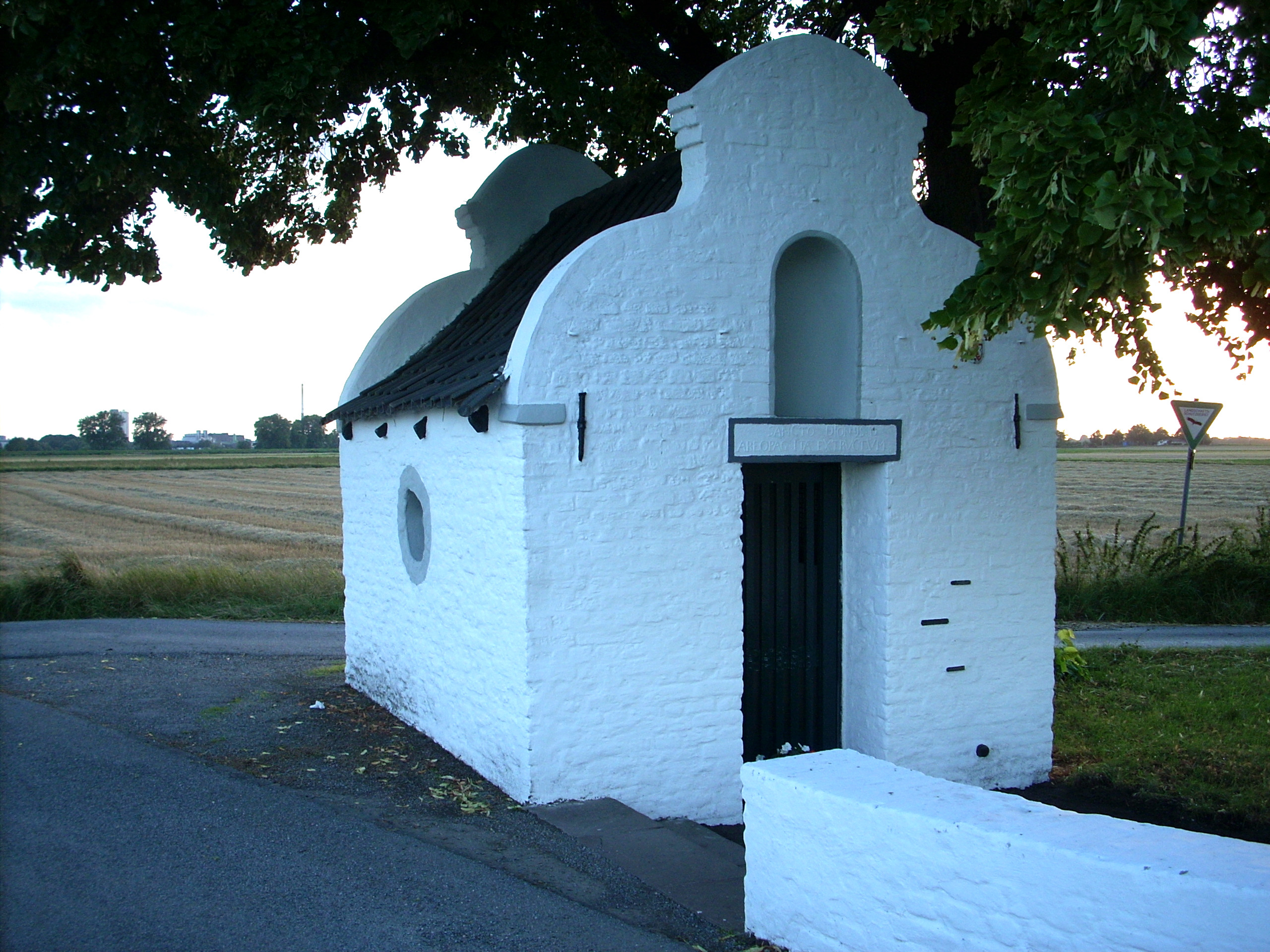
St.-Dionysius-Kapelle

Es folgten für Mündelheim Jahre ständiger Unruhen. Während der Augsburger Reichstag ab 1555 Deutschland eine 60 Jahre dauernde Friedenszeit einbrachte, litt der Niederrhein, folglich auch Mündelheim, besonders unter dem Achtzigjährigen Krieg zwischen Spanien und den Niederlanden, die um ihre Unabhängigkeit kämpften. Dramatisch wurde die Situation im Sommer 1572, als Wilhelm von Oranien bei Duisburg den Rhein überquerte und ins Herzogtum Geldern vordrang, um gegen spanische Truppen zu kämpfen. Hierauf folgten starke Truppenbewegungen, unter denen die Bevölkerung stark leiden musste. Die Lage verschärfte sich während des Truchsessischen Krieges 1583–1587, der nach der Besetzung des Bischofsstuhls von Köln ausbrach. In der Zeit der Kriege war die Region stets um Neutralität bemüht, doch erfuhr sie besonders durch spanische Truppen Plünderungen und Brandschatzungen. Daran konnten Geschenke wie Geld, Wein oder Ochsen an die Truppenführer nichts ändern.
Das Rheinland musste erheblich unter dem Dreißigjährigen Krieg und seinen Folgen leiden, was eine Zeitspanne von mehr als 100 Jahren ausmachte. Die Kriegsjahre 1641 und 1643 stellten die negativen Höhepunkte dar, als 1641 hessische Truppen in Mündelheim mordeten und zündelten, ehe zwei Jahre später das Dorf bei einem Brand zerstört wird. In der Folge des Westfälischen Friedens, nachdem der Niederrhein brandenburgisch-preußisch geworden war, kam es immer wieder zu kriegerischen Auseinandersetzungen in der Region, da verschiedene Truppen immer wieder um die Macht links und rechts des Rheins kämpften.
Bis 1760 dauerte es, bis die unruhigen Zeiten zu Ende waren. In den Jahren davor gab es intensive französische Truppenbewegungen, unter anderem in den Jahren 1703 und 1741. Das Ende der französischen Vorherrschaft zeichnete sich 1758 ab, als die französischen Truppen in der Schlacht bei Krefeld durch die Truppen von Ferdinand von Braunschweig besiegt wurden. Die Friedenszeit dauerte 35 Jahre. In der Nacht vom 5. auf den 6. September 1795 brach erneut ein Krieg nach französischen Truppenbewegungen aus. Dieser Krieg hatte sich abgezeichnet, da schon im Sommer große Truppenmassen zwischen Koblenz und Kleve stationiert worden waren. Im Gegenzug fuhren die kaiserlichen Geschütze auf der rechten Rheinseite auf. In einem Gebiet von der Anger bis zur Wupper standen Truppen des Generals Erbach, der sein Hauptquartier zwischen Wittlaer und Mündelheim hatte. Allerdings blieb das bergische Gebiet beim Eichelskamp, das nicht zum neutralen rechtsrheinischen Landgebiet gehörte, ungeschützt, da man annahm, dass die Franzosen die mit Preußen vereinbarten Friedensgrenzen einhalten würden. Die französischen Truppen landeten jedoch im Eichelskamp und durchbrachen die Angerbachlinie. Als Konsequenz folgten kriegerische Jahre, die dadurch endeten, dass Herzog Maximilian IV. infolge des 1805 geschlossenen Vertrages von Schönbrunn im März 1806 das Herzogtum Berg an Napoleon abtrat. Napoleon beauftragte seinen Schwager Joachim Murat mit der Regierung und erhob das Herzogtum im Zusammenhang mit der Gründung des Rheinbundes zum Großherzogtum.
Neben Kriegen musste die Bevölkerung in dieser Zeit auch unter vielen Naturkatastrophen leiden. 1692 und 1756 wurde die Region minutenlang von schweren Erdbeben erschüttert. Eine weitere Katastrophe war 1754 ein schweres Hagelunwetter, das die Ernte des Jahres komplett vernichtete. Hinzu kam eine Serie von schweren Hochwassern gegen Ende des 18. Jahrhunderts, darunter die Eisflut 1784, die für hohe Schäden im Ort sorgte und 1799 das Hochwasser mit den größten je bekannten Überschwemmungen in Mündelheim. Zusätzlich wurde Mündelheim in den Jahren 1794 und 1795 von einer Seuche heimgesucht.

### Preußisch-deutsche Geschichte

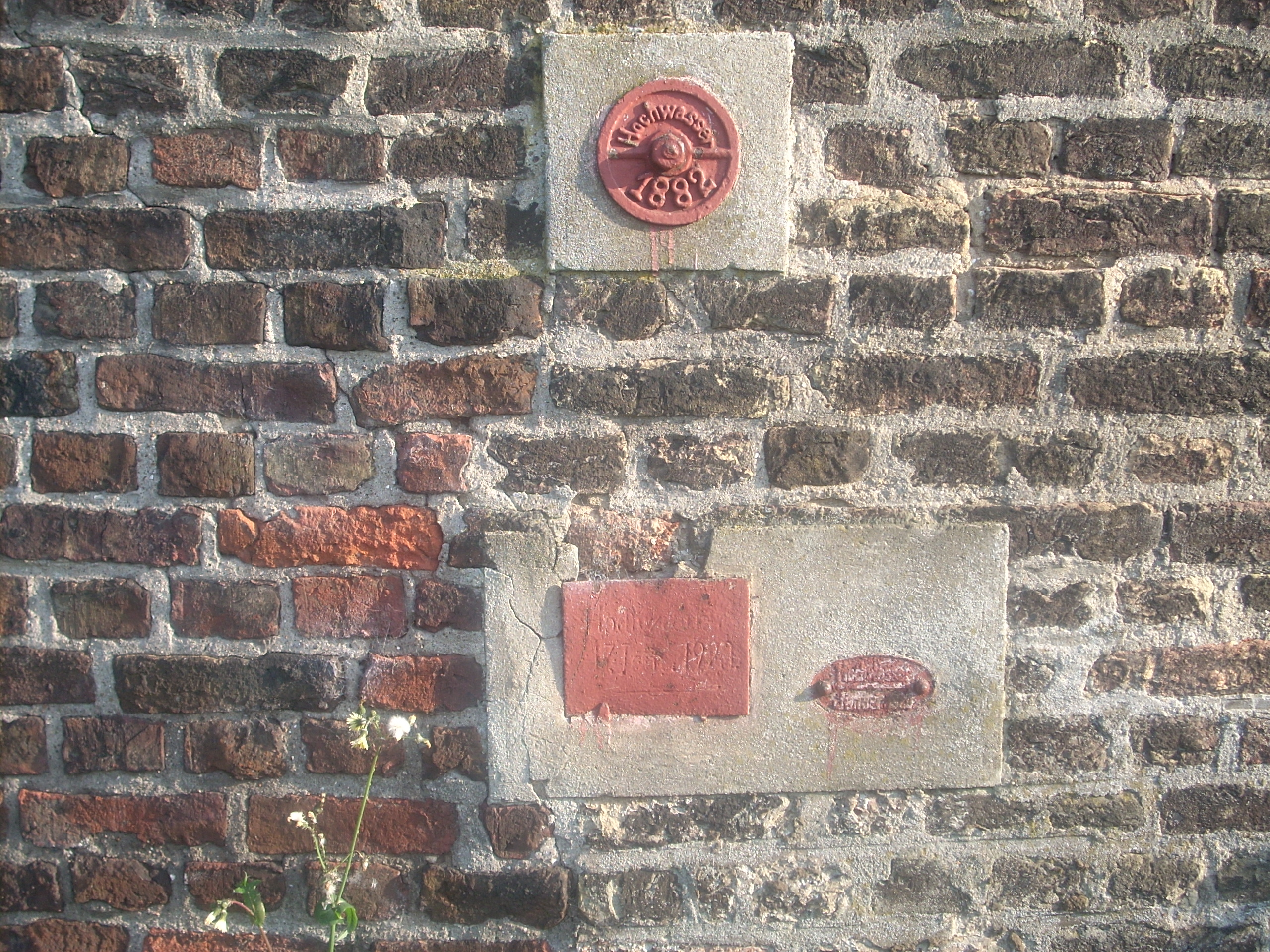
Hochwassermarken

1806 wurde die alte Ämterverfassung abgeschafft und das Großherzogtum Berg zunächst in sechs Arrondissements aufgeteilt, Mündelheim gehörte zum Arrondissement Düsseldorf. Zwei Jahre später wurde die Region neu in insgesamt vier Departements eingeteilt, das Arrondissement Düsseldorf, und damit Mündelheim, wurde dem Departement des Rheins zugeordnet. Der Ort wurde, wie der gesamte heutige Duisburger Süden, von der Mairie Angermund im Kanton Ratingen verwaltet. Nach der Niederlage Napoleons in der Völkerschlacht bei Leipzig (1813) endete die französische Herrschaft im rechtsrheinischen Rheinland, das auf dem Wiener Kongress Preußen zugeteilt wurde. Aus der Mairie Angermund wurde die zum Kreis Düsseldorf gehörende Bürgermeisterei Angermund mit damals 4141 Einwohnern.
Im Jahr 1817 war der Mündelheimer Pfarrer Franz Xavier Jägers gleichzeitig Dechant der Christianität Düsseldorf. Am 6. Juli 1817 hielt er die erste Rede zum 1.100-jährigen Jubiläum des heiligen Suitbertus in der Pfarrkirche zu Kaiserswerth. Unter ihm entstand im selben Jahr auch eine neue Schule in Mündelheim.
Im Jahr 1876 lehnte die Bürgermeistervertretung (die erste wurde 1824 gebildet) einen ersten Antrag der Stadt Duisburg ab, Teile der Gemeinde Huckingen nach Duisburg einzugemeinden. 1882 wurde Mündelheim von einem schweren Hochwasser heimgesucht, eine Hochwassermarke an der Gaststätte Kreifelts weist noch auf dieses Ereignis hin.
In diesen Zeitabschnitt fiel auch die industrielle Revolution, die die Entwicklung der Bürgermeisterei Angermund und damit auch Mündelheim stark beeinflusste. So bescherte die Ansiedlung von Industriebetrieben in Uerdingen und Huckingen der Bürgermeisterei einen starken Zuwachs an Bevölkerung. Lebten 1832 in der sogenannten „Spezialgemeinde Mündelheim“ 549 Menschen, wohnten zur Jahrhundertwende fast 900 Personen in dem Ort am Rhein. In der Gemeinde Mündelheim, bestehend aus den Ortsteilen Mündelheim, Serm, Ehingen und später Hüttenheim, lebten 1900 1394, in der gesamten Bürgermeisterei mehr als 9000 Einwohner. Verstärkt wurde der Zuzug durch die Ansiedlung der Mannesmannwerke im Norden Mündelheims 1912. In der Zeit der Industrialisierung endete nach 2000 Jahren 1870 die von den Römern eingeführte Treidelschifffahrt im Mündelheimer Raum. Die Straßen in Mündelheim erhielten 1914 Namen.
Im selben Jahr brach der Erste Weltkrieg aus. Anfangs war man in Mündelheim, wie im restlichen Reich, zuversichtlich, dass der Krieg schnell erfolgreich enden würde, doch je länger er dauerte, desto mehr musste die Bevölkerung unter Ernährungsproblemen leiden. Allerdings hatte es die ländliche Bevölkerung in Mündelheim besser als die Stadtbevölkerung, da sie in den Gärten Gemüse anpflanzen und Tiere halten konnten, dies war vor allem Aufgabe der Frauen und Kinder, während die Männer in den Werken in Schichten arbeiteten mussten. Neben der Nahrungsmittelknappheit litt die Bevölkerung auch unter dem Mangel an Schuhen und Kleidung. Dieser Zustand dauerte auch noch Jahre nach dem Krieg an. Insgesamt ließen 22 Mündelheimer im Krieg ihr Leben. Die Lage verschärfte sich mit dem letzten schlimmen Hochwasser im Ort 1919/20 (mit dem Bau des Rheindeiches mit der 1920er Jahre wurde die Situation verbessert), und der Inflation in Deutschland 1923, die viele Menschen in die Schuldenfalle stieß.
Nach dem Krieg wurde in der Gemeinde ein Bürger- und Bauernrat gegründet, der die Interessen der Bürger und Bauern gegenüber dem Arbeiter- und Soldatenrat vertreten sollte. Beide wurden 1920 aufgelöst. Drei Jahre später kehrten die Franzosen in die Region zurück und besetzten im so genannten Ruhrkampf das Rheinland und das Ruhrgebiet. Die Bürgermeisterei Angermund wurde als Auflaufgebiet der französischen Truppen für die Besetzung des Ruhrgebiets benutzt. Durch den Versailler Vertrag waren der Weimarer Republik die Hände gebunden, um gegen die französische Besatzung vorzugehen, allerdings missfiel den französischen Bündnispartnern England und Vereinigte Staaten das französische Vorgehen, die die Regierung Frankreichs unter Druck setzten. Das Rheinland wurde 1930 geräumt, ohne dass die politische und wirtschaftliche Stabilität dauerhaft wiederhergestellt war. Allerdings konnte sich Mündelheim in dieser Zeit weiterentwickeln, so wurden Straßenleuchten aufgestellt und alle Haushalte mit Gas und Wasser versorgt.
Am 1. August 1929 wurde das Amt Angermund aufgespalten. Mündelheim wurde (zusammen mit Huckingen, Serm, Ehingen, Rahm, Großenbaum, Wedau, Bissingheim und Buchholz) nach Duisburg ausgegliedert. Der andere Teil (Lintorf, Angermund, Kalkum, Wittlaer, Bockum) ging im neuen Amt Ratingen Land (preußische Rheinprovinz, Regierungsbezirk Düsseldorf), später in Amt Angerland umbenannt, auf. Wie in der gesamten Bürgermeisterei gab es auch in Mündelheim viele Proteste gegen die Eingemeindung nach Duisburg aufgrund des Gesetzes zur Neugliederung des rheinisch-westfälischen Industriegebietes, das der preußische Landtag beschlossen hatte.

### Von der Zeit des Nationalsozialismus bis zur Gegenwart
Nach dem Ende der französischen Besatzung entwickelten sich rechts- und linksradikale Ideen, schließlich setzten sich die rechtsradikalen Parteigruppen unter der Führung Adolf Hitlers durch und brachten unruhige Zeiten für das gesamte Land. Ihre Macht mussten in Mündelheim der Dechanat Schumacher und der Kaplan Gail spüren. Während Schumacher das Unterrichten untersagt wurde (1935), klagte man den Kaplan wegen eines angeblichen Verstoßes gegen den Heimtückeparagrafen an (1939). Im Dritten Reich wurde die Rheinbrücke zwischen Uerdingen und Mündelheim gebaut, die die Fährverbindung zwischen beiden Orten ersetzte. Zur Einweihung der neuen Brücke kam am 7. Juni 1936 Reichsminister Rudolf Heß, für dessen Empfang sich der Ort besonders herausputzte. Er taufte das Bauwerk auf den Namen Adolf-Hitler-Brücke. Nach dem Zweiten Weltkrieg wurde der Fährbetrieb für die Dauer der Instandsetzungsarbeiten an der Rheinbrücke nochmals aufgenommen.
1939 brach der Zweite Weltkrieg aus, brachte jedoch erst zum Ende hin Unheil über Mündelheim, nachdem sich der Niederrhein Anfang des Jahres 1945 zum entscheidenden Schauplatz der Kampfhandlungen an der Westfront entwickelt hatte. Bereits in den Monaten Oktober und November des Jahres 1944 wurden Luftangriffe auf Mündelheim geflogen. Im Februar 1945 wurde das Dorf bei einem schweren Luftangriff fast vollständig zerstört. Das Leben wurde durch den strengen Winter zusätzlich erschwert. Die etwa 400 bis 500 Bewohner Mündelheims mussten ab März unter Artilleriebeschuss der linksrheinisch vordringenden amerikanischen Truppen leiden. Dabei wurden die Licht- und Stromversorgung sowie die Ortsmitte und der Kirchturm, in dem man noch deutsche Soldaten vermutete, zerstört. Um einen Vormarsch der amerikanischen Streitkräfte zu verhindern, wurde die Mündelheimer Rheinbrücke auf Befehl eines deutschen Generals am 4. April gesprengt. Der Vormarsch ließ sich jedoch nicht aufhalten. Die Truppen, die bereits am 28. März den Duisburger Norden besetzt hatten, stießen etwa zwei Wochen später in den Süden der Stadt vor. Als die amerikanischen Streitkräfte am 13. April Mündelheim besetzten, mussten sich die verbliebenen Bewohner am Rheinheimer Weg versammeln und ohne Essen und Trinken dort ausharren, bis die Soldaten den Ort durchsucht hatten. Am nächsten Abend gelang es dem Dechanten Schumacher durchzusetzen, dass alle Bewohner wieder in ihre zerstörten Häuser zurückkehren durften. Damit war am Abend des 14. April 1945 der Zweite Weltkrieg für Mündelheim beendet. Durch den Krieg verloren insgesamt 63 Mündelheimer ihr Leben, zwölf weitere galten als vermisst.
Nach dem erfolgreichen Wiederaufbau kehrten viele Bewohner wieder zurück, und die Mannesmannwerke nahmen ihre Produktion wieder auf. Daraus resultierte ein starker Zuzug, wodurch neuer Wohnraum erforderlich war. Der Bedarf wurde mit den Siedlungen Ehinger Berg und Im Bonnefeld gedeckt. 1975 wurden die Ortschaften Mündelheim, Ehingen, Rheinheim und Serm zum Bezirk 710 Mündelheim zusammengefasst. 1983 konnte das neue Gemeindehaus der evangelischen Gemeinde eingeweiht werden. Mit der starken Bevölkerungszunahme zogen auch viele Protestanten nach Mündelheim, die jahrelang nur in Provisorien, später auch in der Pfarrkirche St. Dionysius, ihre Gottesdienste feiern konnten. Neben der evangelischen Gemeinde wuchs auch die neuapostolische Gemeinde, deren rund 50 Mitglieder im Jahr 1996 eine eigene Kirche einweihen konnten.
Im Gemeindehaus Emmaus ist heute eine Tagespflegestation untergebracht. Die ev. Kirche steht, dem Vernehmen nach, in Verhandlung das Untergeschoss weiter für Gemeindearbeit nutzen zu können.
Im Jahr 2005 wurden in Mündelheim die Begegnungstage im Rahmen des Weltjugendtages gefeiert, zu denen eine Gruppe junger Gläubiger aus Neu-Kaledonien kam. Der Höhepunkt der zahlreichen Veranstaltungen war ein Frühstückstisch auf der Sermer Straße zwischen Mündelheim und Serm mit 8000 Teilnehmern.
Heute hat Mündelheim mit seinen Ortsteilen Ehingen, Rheinheim und Serm 6.141 Einwohner.

## Kultur und Freizeit

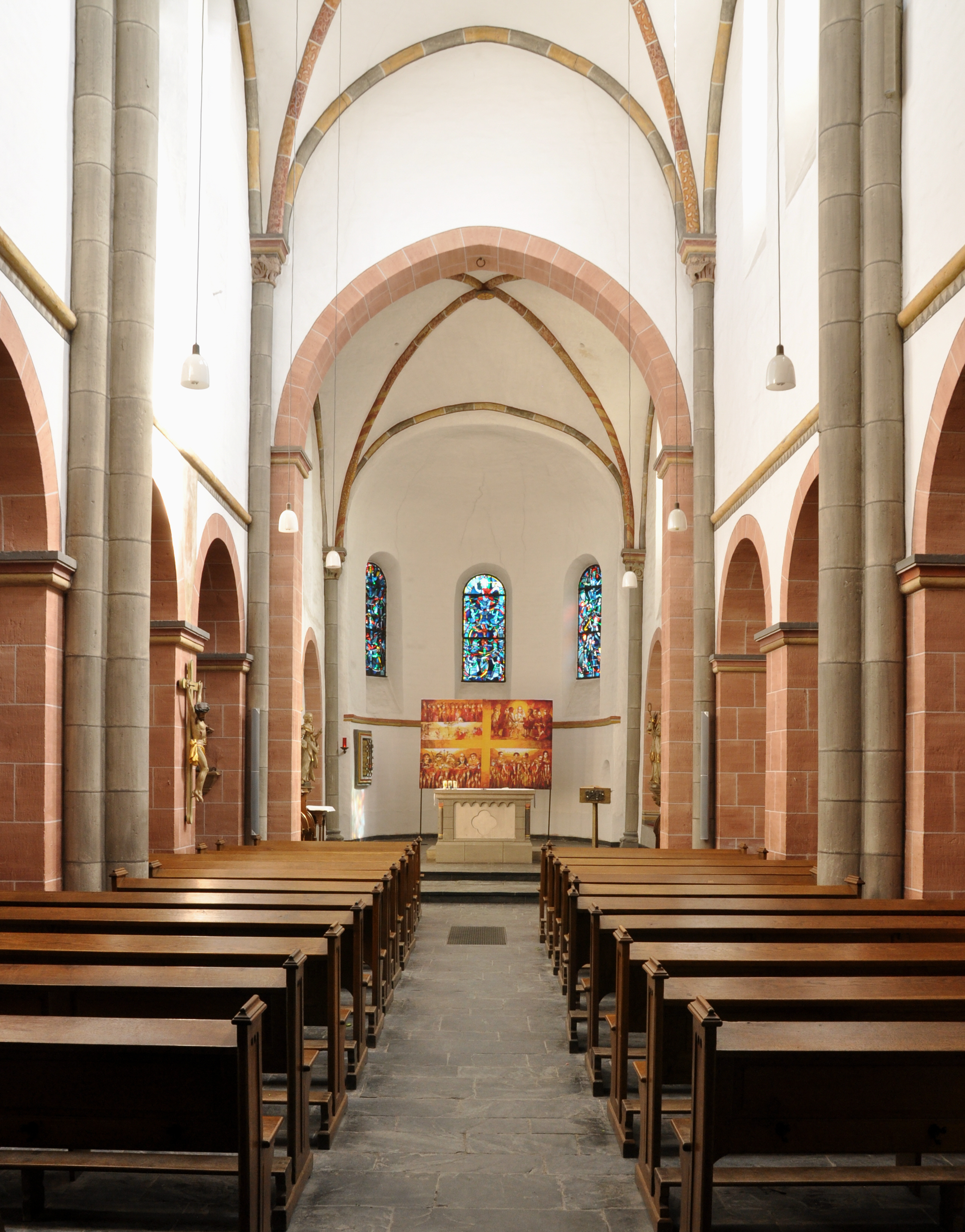
Innenraum der Kirche St. Dionysius

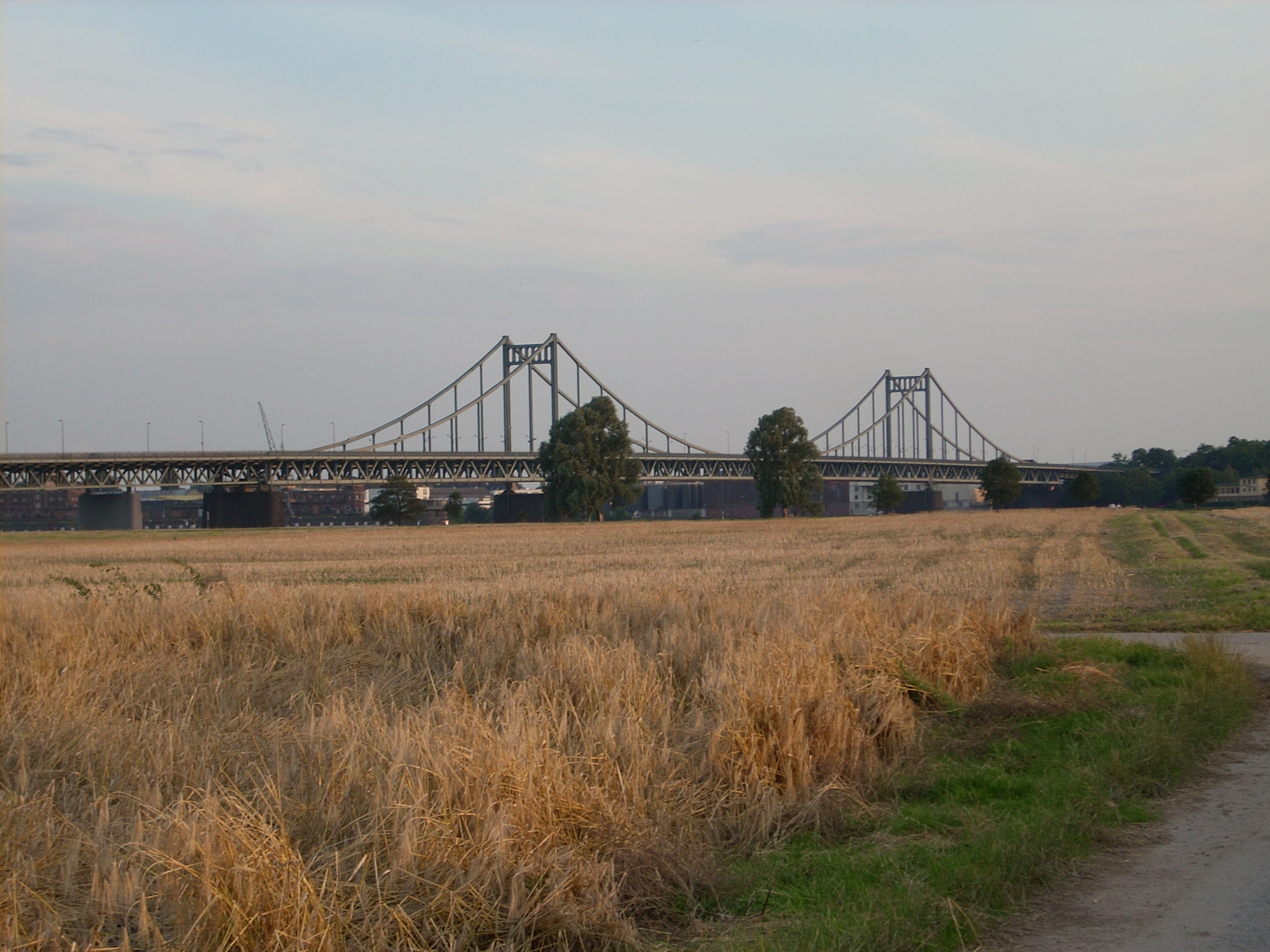
Die Rheinbrücke zwischen Mündelheim und Krefeld-Uerdingen

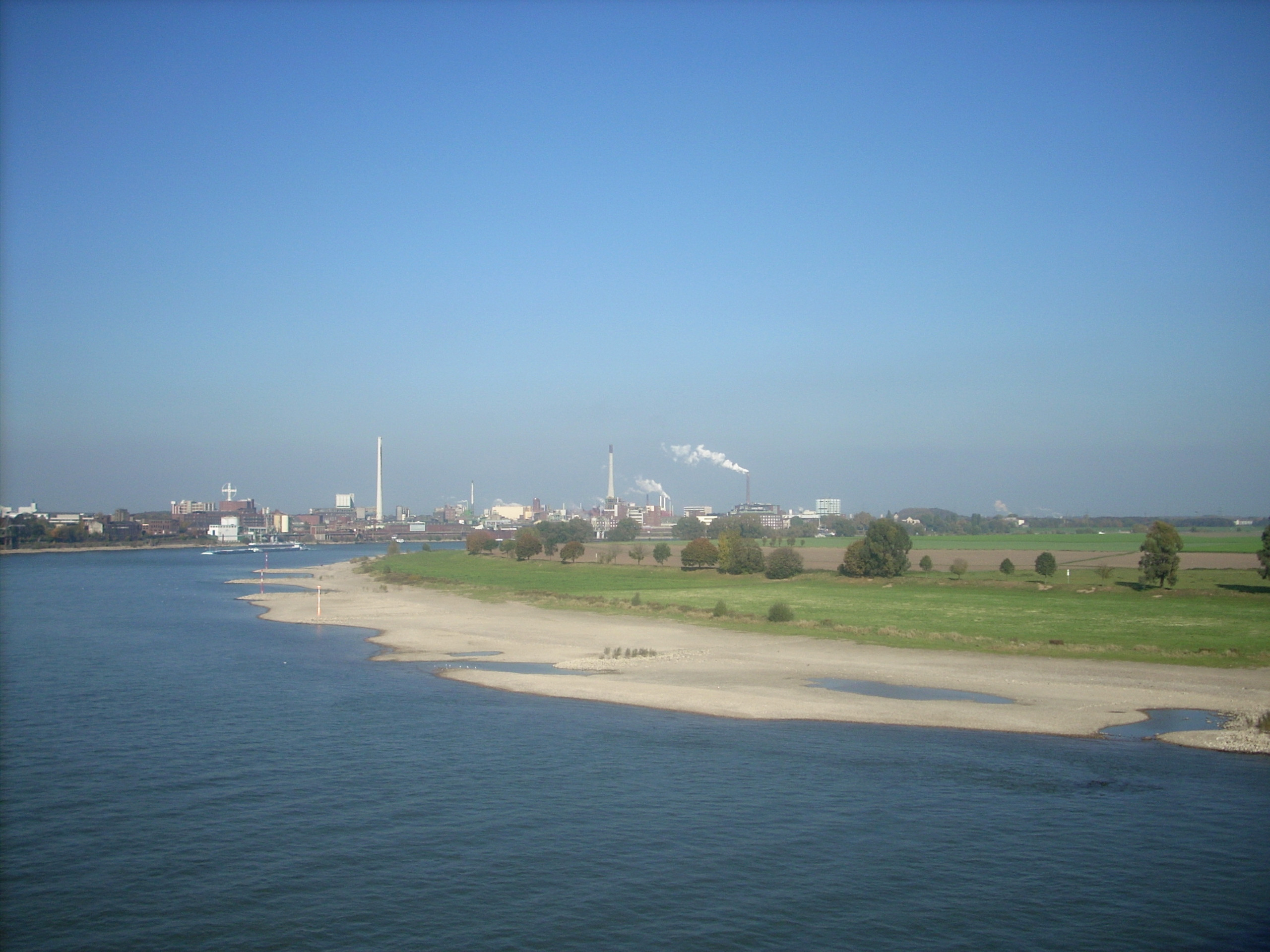
Rheinauen mit Blick nach Norden

### Sehenswürdigkeiten
Die sehenswerte Mündelheimer Kirche ist die älteste Kirche Duisburgs, eine erste schriftliche Erwähnung der jetzigen Kirche stammt aus dem Jahr 1221. Die Vorgängerkirche, die an gleicher Stelle errichtet wurde, stammt aus dem 12. Jahrhundert, der heute noch stehende mächtige Westturm wurde im 11. Jahrhundert errichtet. Damals war der Turm als Zufluchtsstätte vorgesehen. Er ist fünfgeschossig und wie ein Wehrturm mit schmalen Fenstern ausgestattet. Heute hängen im Westturm vier Glocken, die ältesten stammen aus den Jahren 1643 und 1681.
Bei der dem heiligen Dionysius von Paris geweihten Kirche handelt es sich um eine dreischiffige spätromanische Basilika. Auffällig ist die ausgewogene Gruppierung des von Ost nach West gestaffelten Baukörpers. Für Mündelheim ist die Kirche sehr groß, da sie bis zum 19. Jahrhundert auch für einen großen Teil des Duisburger Südens zuständig war.
Beim Kapellchen handelt es sich um eine kleine, unter Denkmalschutz stehende Kapelle aus dem Jahr 1723 zwischen den Orten Mündelheim und Serm. Zwar liegt es auf Sermer Gebiet, dennoch ist das Kapellchen Eigentum der Mündelheimer Pfarre. Als Patron hat die Kapelle ebenfalls einen heiligen Dionysius, aber nicht den der Pfarrkirche, sondern den Dionysius Areopagita. In Latein steht über dem Eingang „sanCto DIonysIo areopag Itae eXtrVCtVM“ („Dem heiligen Dionysius, vom Areopagitus erbaut“). Die großen Buchstaben bilden als römische Ziffern ein so genanntes Chronogramm, addiert ergeben sie „MDCCXVVIII“ das Baujahr der Kapelle.
Mit dem Namen Klösterchen bezeichnet man den alten Middelhof Auf dem Hunsrück. Nach dem Ersten Weltkrieg gründeten Schwestern des Ordens der Cellitinnen unter der Federführung von Pfarrer Schumacher eine Niederlassung in Mündelheim. Es erfolgte der Umbau des Hofes zum Kloster mit einer Kapelle, einer Klausur, einem Kindergarten, einer privaten Mädchenberufsschule und Wohnungen für Kranke. Nach dem Zweiten Weltkrieg kam ein Seniorenheim hinzu. Mit dem Umzug des Kindergartens 1957 und der Schließung des Altenheimes 1979 kam das Ende des Klosters. Heute befinden sich Wohnungen in dem Gebäude.
Bis 1936 waren die durch den Rhein getrennten Ortschaften Mündelheim und Uerdingen über eine Fährverbindung zu erreichen; mit der Einweihung der Rheinbrücke, damals unter dem Namen „Adolf-Hitler-Brücke“, durch Rudolf Heß gab es eine neue Möglichkeit der Flussüberquerung. Erste Überlegungen eines Brückenbaues gab es schon 1910, die Durchführung scheiterte jedoch am Ausbruch des Ersten Weltkrieges. Es dauerte bis in die 1930er-Jahre, bis der Bau beginnen konnte. Neun Jahre nach der Einweihung wurde die Brücke von der Wehrmacht vor den anrückenden Alliierten gesprengt, 1950 wiederhergestellt und als Krefeld-Uerdinger Brücke wiedereröffnet. Auf ihr verläuft die Bundesstraße 288.
Mündelheim liegt im großen Rheinbogen hat daher auch eine große Rheinaue, welche zum Teil landwirtschaftlich genutzt wird. Viele Wege laden zum Spazieren gehen und Radfahren ein, in den Wiesen oder an den kleinen „Stränden“ kann man sich erholen. Im Sommer kann man von hier aus gut das Uerdinger Feuerwerk sehen. Während der Rheinhochwasser dient die Rheinaue als Vorflutgelände.
Insgesamt drei Fachwerkhäuser, die im 18. Jahrhundert gebaut wurden, gibt es noch in Mündelheim. Zwei liegen an der Kegelstraße und eines befindet sich gegenüber der Kirche.
Im Jahr 1935 wurde das Ehrendenkmal am Mündelheimer Friedhof eingeweiht, gestiftet wurde es vom Kriegsverein. Es sollte an die Opfer des Ersten Weltkrieges erinnern. 1992 wurde es neu gestaltet und alljährlich versammeln sich die Mitglieder Mündelheimer Vereine am Volkstrauertag auf dem Friedhof, um einen Kranz niederzulegen.
Im Frühjahr 2008 entstand an der Kreuzung Krefelder Straße (B 288)/Uerdinger Straße durch den Bürgerverein ein das neue Mündelheimer Wahrzeichen Tor zu Mündelheim. Dabei handelt es sich um eine 4,5 Meter hohe und fünf Meter breite Natursteinmauer, die von einem Mündelheim-Schriftzug und dem Ortswappen geziert wird, nachts wird sie beleuchtet.
Siehe auch Mündelheimer Baudenkmäler in der Liste der Baudenkmäler in Duisburg-Süd.

### Kultur

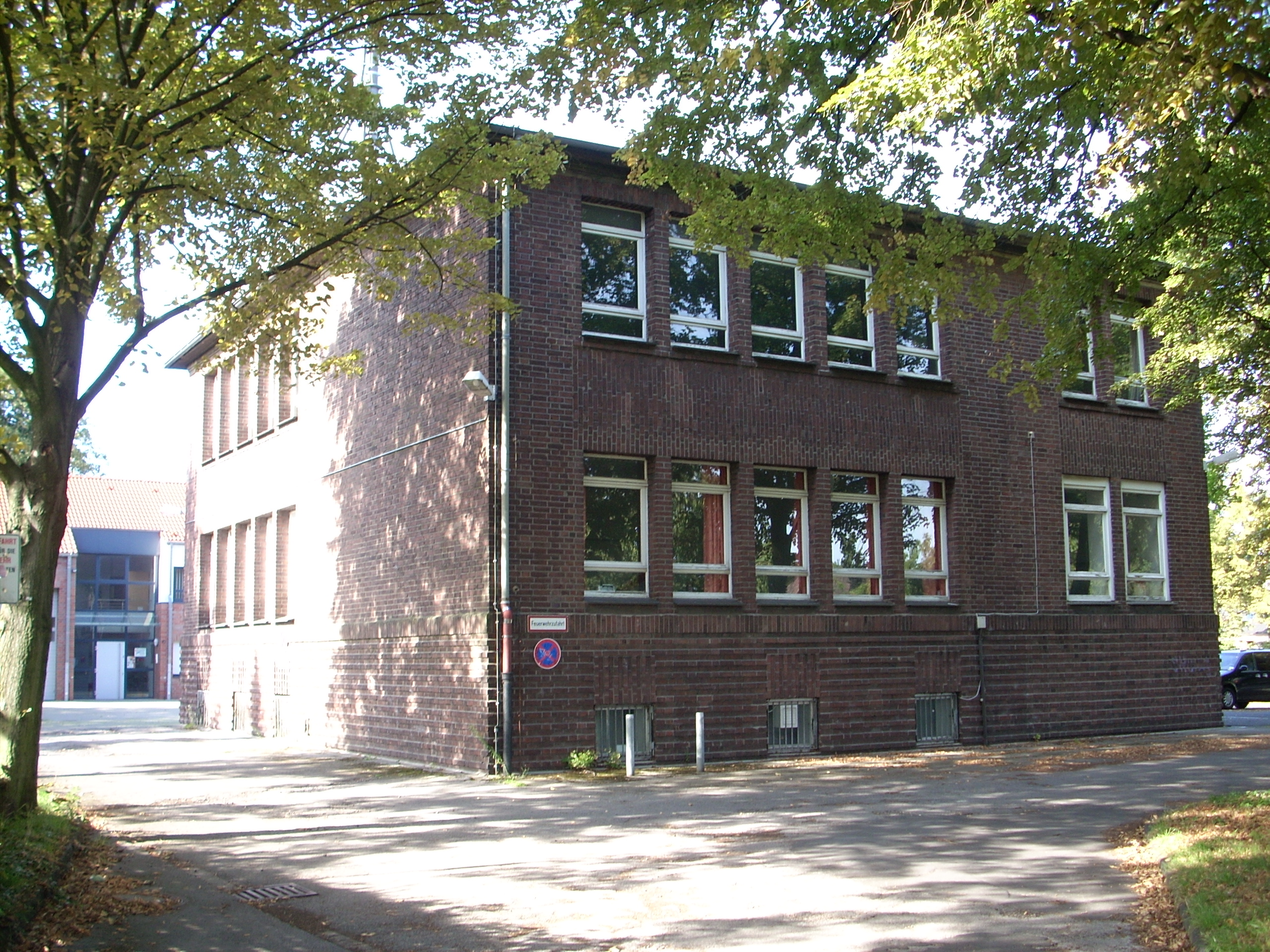
Kultur- und Freizeitzentrum

Eine Einrichtung zur Freizeitgestaltung stellt die alte Schule an der Barberstraße aus dem Jahre 1930 dar. Das Gebäude wurde renoviert und 1980 von der Stadt Duisburg offiziell zum Kultur- und Freizeitzentrum bestimmt. Verschiedene Künstler arbeiten dort und stellen ihre Kunstwerke aus, wie zum Beispiel die Künstlergruppe Turm 66 oder Jochen Duckwitz, ein Meisterschüler von Joseph Beuys. In dem Gebäude werden auch Kurse im Töpfern und Turnen angeboten und Sprachkurse durchgeführt, im Keller befindet sich eine Carrera-Bahn. Der Schulhof steht zur privaten Nutzung zur Verfügung, Kinder und Jugendliche können dort Sport treiben und es werden dort Feste gefeiert, zum Beispiel das Schützenfest, der Kerzenmarkt und das Feuerwehrfest.
Eine weitere kulturelle Veranstaltung ist die Kunstnacht, die alljährlich im Mai in der Pfarrkirche St. Dionysius stattfindet und Kunst und Kirche verbindet. Untermalt wird die Veranstaltung von Vorlesungen und musikalischen Beiträgen.

### Vereine

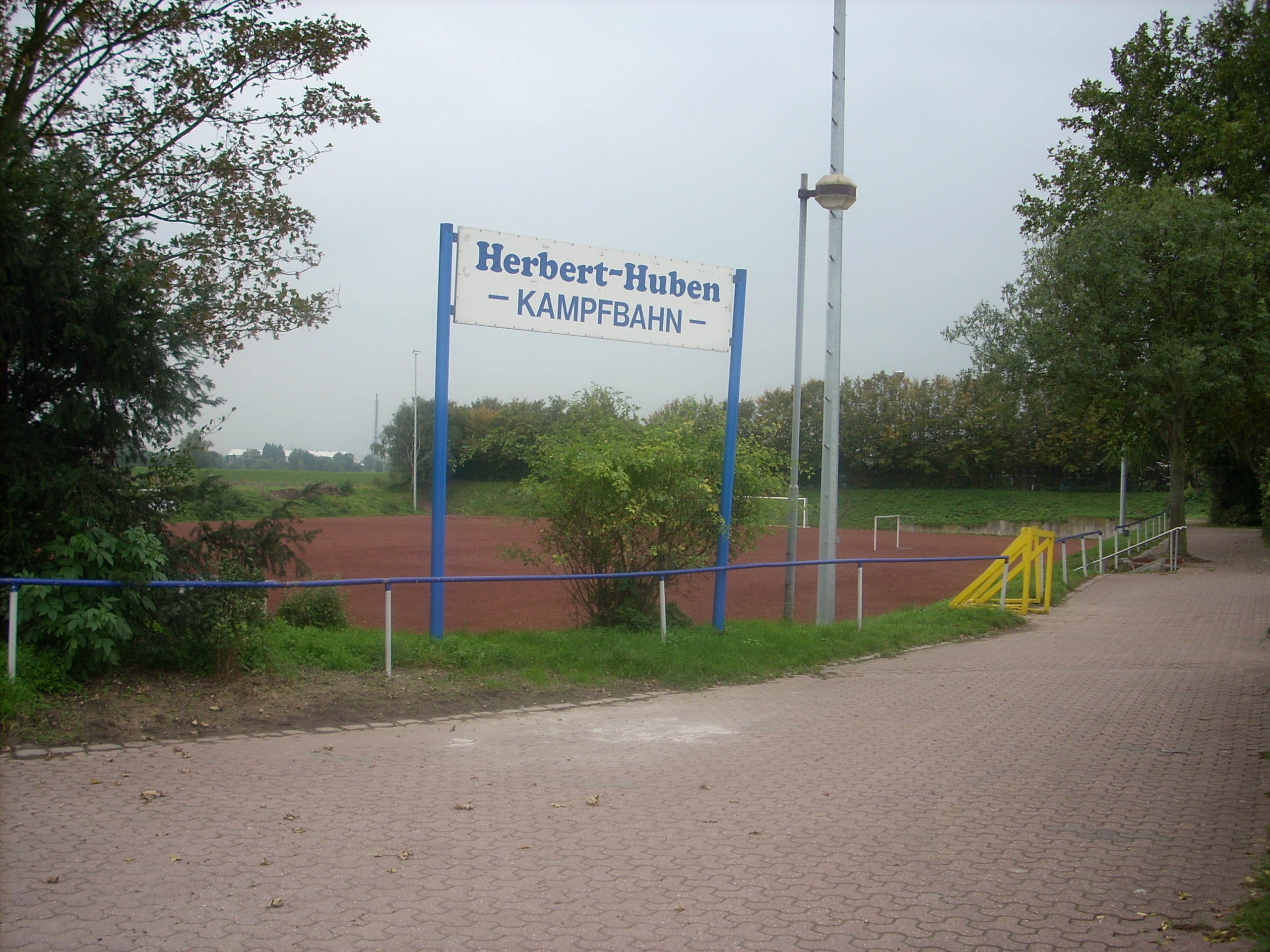
Sportplatz der TuS

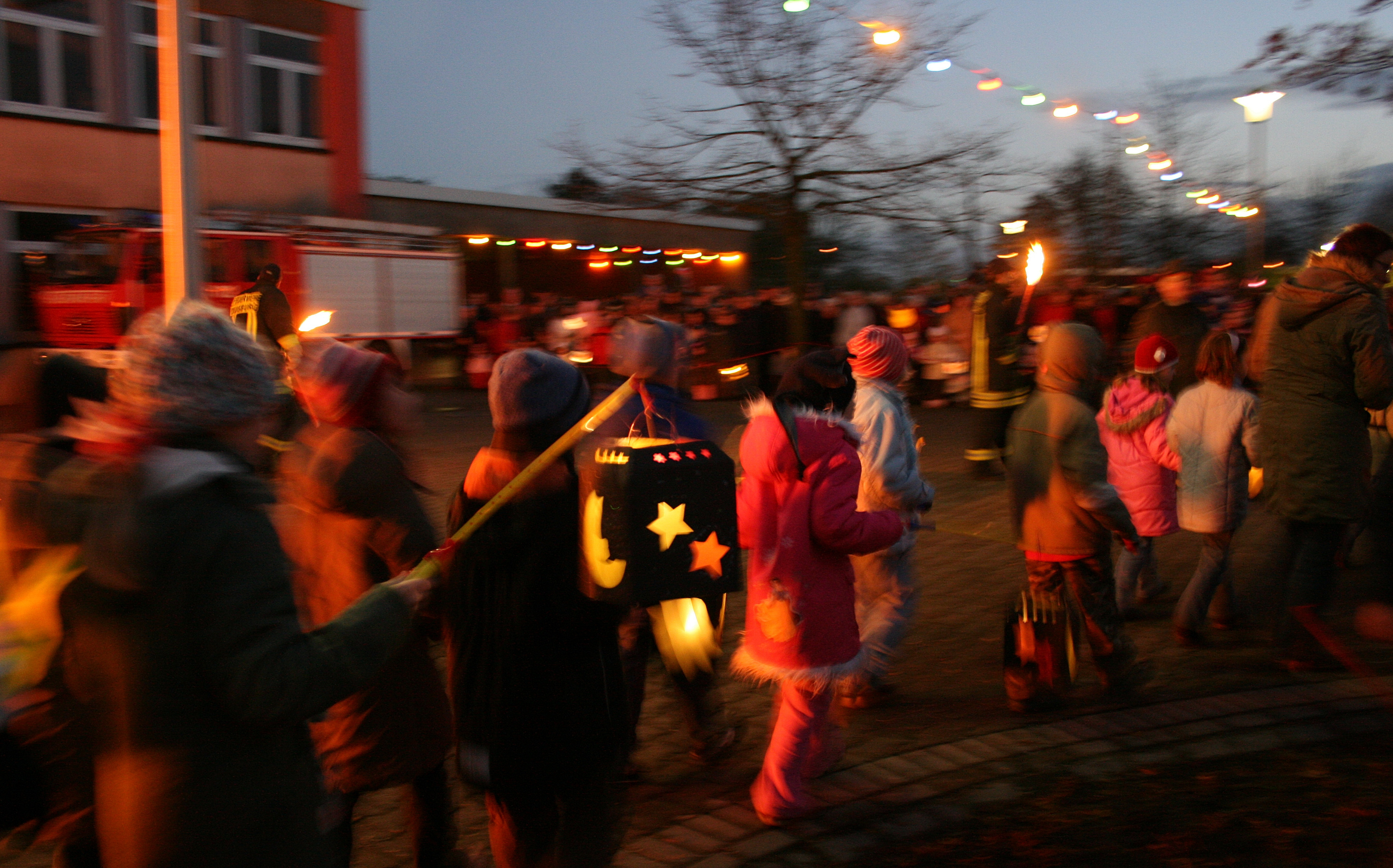
St.-Martins-Umzug

Im Ort gibt es verschiedene Vereine, die unterschiedliche Tätigkeitsfelder anbieten, darunter sind einige Sportvereine. Der größte von ihnen ist die Turn- und Sportgemeinschaft (TuS) Mündelheim mit etwa 700 Mitgliedern. Sie wurde 1970 gegründet und ist der Nachfolgeverein von Blau-Weiß Mündelheim. Die größte Abteilung ist die Fußballabteilung, die im Oktober 2016 eine neue Platzanlage, einen fast komplett selbst finanzierten Kunstrasenplatz, einweihen konnte. Den Mitgliedern werden des Weiteren die Sportarten Turnen, Tennis und Tischtennis angeboten. Ehemalige Abteilungen im Verein waren Tea-Kwan-Do und Volleyball. Aus dem Jahr 1949 stammt der Angelsportverein Mündelheim. Damals war der Rhein, zu diesem Zeitpunkt noch ein sauberer Fluss, das Revier der Angler. Mittlerweile wird nicht nur im Rhein geangelt, sondern auch an der Sechs-Seen-Platte in Duisburg-Wedau. Bei den freien Wasserfreunden Duisburg handelt es sich um einen Kanuclub, der im Ehinger Bootshaus beheimatet ist. Seit 1985 gibt es die Wandergruppe Mündelheim. In den Monaten von März bis November treffen sich die Mitglieder einmal monatlich, um in der Umgebung zu wandern. Der Brieftaubenzuchtverein (BVZ) Südpfeil Mündelheim existiert seit 1962. Er fördert eine gezielte Aufzucht, artgerechte Haltung und führt Wettflüge und Ausstellungen durch. In Mündelheim gibt es auch eine Auffangstation für verletzte, kranke und verirrte Tiere.
Zu den größeren Vereinen im Ort zählt die St.-Sebastianus-Schützenbruderschaft Mündelheim-Ehingen 1712. Jedes Jahr zu Pfingsten veranstaltet sie das Königsschießen am Schießstand am Ehinger Berg. Am dritten Septemberwochenende wird das Schützenfest gefeiert. Zur Schützenbruderschaft gehören insgesamt elf Kompanien, darunter die Stamm- und die Hubertuskompanie, sowie die Jungschützen mit den Fahnenschwenkern. Des Weiteren gibt es in Mündelheim den Tambourkorps Rheinklang, der im Jahr 1926 von Mitgliedern des ehemaligen Mandolinenklubs gegründet wurde. Die etwa 25 Mitglieder nehmen an den Schützenfest- und St.-Martins-Umzügen in Mündelheim teil, sind aber auch außerhalb Mündelheims bei Schützenfesten und Karnevalsumzügen vertreten. Darüber hinaus gibt es den Bürgerverein Duisburg-Mündelheim 1988 e. V., der sich für das Allgemeinwohl der Mündelheimer Bevölkerung einsetzt. Zu den bisherigen Projekten zählen unter anderem die Minderung des Verkehrslärmes im Ort, Baumpflanzaktionen sowie die Errichtung eines zweiten Spielplatzes. Alljährlich veranstaltet der Bürgerverein ein Sommerfest. Zu den jüngeren Vereinen zählen der Slotracing Club (SRC) Mündelheim, der seit einigen Jahren im Keller des Kultur- und Freizeitzentrums eine Carrera-Bahn betreibt, und der Förderverein des St.-Sebastian-Stiftes, der im März 2007 gegründet wurde. Er kümmert sich um Angebote für Senioren, die nicht aus öffentlichen Geldern finanziert werden können.
In der Vergangenheit gab es noch weitere Vereine, die inzwischen aufgelöst wurden, zum Beispiel die 1936 gegründete Karnevalsgesellschaft Südpol, die in den 70er-Jahren aufgelöst wurde, als die Aktivitäten einiger Mitglieder nachließen. Der Gesellschaft folgten zwischen 1970 und 1980 die Vereine Alle unter einem Hut und Lachender Süden, die sich nach kurzer Zeit wieder auflösten, nachdem sie erfolglos versucht hatten, im Ort Karnevalsveranstaltungen durchzuführen. Vor der Gründung der TuS Mündelheim gab es weitere Turn- und Sportvereine, wie den Turnverein Gut Heil in den 20er-Jahren. Fußball wurde bei der Deutschen Jugendkraft (DJK) Mündelheim gespielt, deren Mitglieder den Nachfolgeverein Blau-Weiß Mündelheim gründeten, der nur einige Jahre bestand. Von 1882 bis 1975 gab es in Mündelheim den Männergesangsverein Eintracht, der wegen des Mangels an Mitgliedern aufgelöst wurde.

### Veranstaltungen
| Veranstaltung                            | Zeitpunkt                   |
| ---------------------------------------- | --------------------------- |
| Maifest der Freiwilligen Feuerwehr       | 1. Mai                      |
| Kunstnacht Mündelheim                    | Zweiter Samstag im Mai      |
| Königsschießen                           | Pfingsten                   |
| Pfarrfest der katholischen Pfarrgemeinde | Erster Sonntag im Juni      |
| Schützen- und Krönungsfest mit Kirmes    | Drittes Septemberwochenende |
| St.-Martins-Umzug                        | 11. November                |
| Kranzniederlegung                        | Volkstrauertag              |
| Kerzenmarkt                              | Erster Advent               |
| Nikolausumzug                            | 6. Dezember                 |

Über das ganze Jahr hinweg gibt es zahlreiche Veranstaltungen im Ort. Von großer Bedeutung ist am dritten Septemberwochenende das Schützen- und Krönungsfest, das drei Tage lang gefeiert wird. Höhepunkte während des Festes sind der große Zapfenstreich am Samstag, der Festumzug am Sonntag und der Klompenball am Montag. Parallel findet die Mündelheimer Kirmes statt, die bereits seit über 150 Jahren traditionell an diesem Wochenende stattfindet, vorher war ihr Termin im Juni. Während des Schützenfestes findet kein Vogelschießen statt, stattdessen wird der Schützenkönig während des Krönungsschießens am Pfingstwochenende ermittelt. Zusammen mit den Mitgliedern der Freiwilligen Feuerwehr, des Tambourcours und des Kirchenchores und den Bürgern trifft sich jedes Jahr am Volkstrauertag die Schützenbruderschaft auf dem katholischen Friedhof, um am Ehrendenkmal einen Kranz niederzulegen.
Die Pfarrgemeinde St. Dionysius führt im Jahreskreis ebenfalls zahlreiche Veranstaltungen durch. Über die Ortsgrenzen hinaus bekannt ist die alljährlich im Mai stattfindende Kunstnacht in der Kirche, bei der die Pfarrkirche als Ausstellungsraum für verschiedene Künstler genutzt wird. Darüber hinaus finden das Osterfeuer am Karsamstag, die Fronleichnamsprozession, das Pfarrfest am ersten Junisonntag und am ersten Sonntag im Oktober das Erntedankfest, welches gemeinsam mit der evangelischen Gemeinde gefeiert wird, statt.
Des Weiteren organisiert der Bürgerverein Mündelheim mehrere Veranstaltungen. Die bekannteste ist der Kerzenmarkt, der seit 1979 alle zwei Jahre am Ersten Advent stattfindet. Auf dem Markt werden Kunst, Handwerkserzeugnisse und Trödel sowie für die Jahreszeit typische Speisen und Getränke wie Glühwein und Christstollen angeboten. Alle Stände werden mit Kerzen beleuchtet, daher rührt der Name. Einige Tage später, am 6. Dezember, findet der Nikolausumzug statt. Im Sommer veranstaltet der Bürgerverein auf dem Gelände der Grundschule ein Grillfest.
Zum Gedenken an den heiligen Martin ziehen die Mündelheimer Schüler am 11. November mit bunten Laternen durch das Dorf. Dabei werden sie musikalisch vom Tambourcours unterstützt und von den Mitgliedern der Freiwilligen Feuerwehr begleitet. Bereits am Vortag veranstalten die beiden Kindergärten ihren gemeinsamen St.-Martins-Umzug. Eine weitere Veranstaltung ist das Maifest der Freiwilligen Feuerwehr am 1. Mai.
Von großer Bedeutung war früher der Karneval für den Ort, der mit Beginn des 20. Jahrhunderts eine rasante Entwicklung nahm und nach dem Zweiten Weltkrieg seinen Höhepunkt erreichte. Der Männergesangsverein Eintracht veranstaltete weit über die Ortsgrenzen hinaus bekannte Maskenbälle, ehe seine Mitglieder im Jahr 1936 die Karnevalsgesellschaft Südpol gründeten. Nach dem Krieg fand jedes Jahr ein großer Umzug statt, an dem sich die Vereine mit Mottowagen beteiligten; der Südpol war so bis Mitte der 60er-Jahre die tonangebende Gesellschaft. Mit dem Nachlassen der Aktivitäten vieler Mitglieder ließen auch die Karnevalsfeierlichkeiten nach. Ab den 70er-Jahren ging in Mündelheim der Karneval zu Ende, das konnten auch die Gesellschaften Alle unter einem Hut oder Lachender Süden nicht verhindern. Mittlerweile wird der Karneval im Ortsteil Serm gefeiert.

## Wirtschaft und Infrastruktur

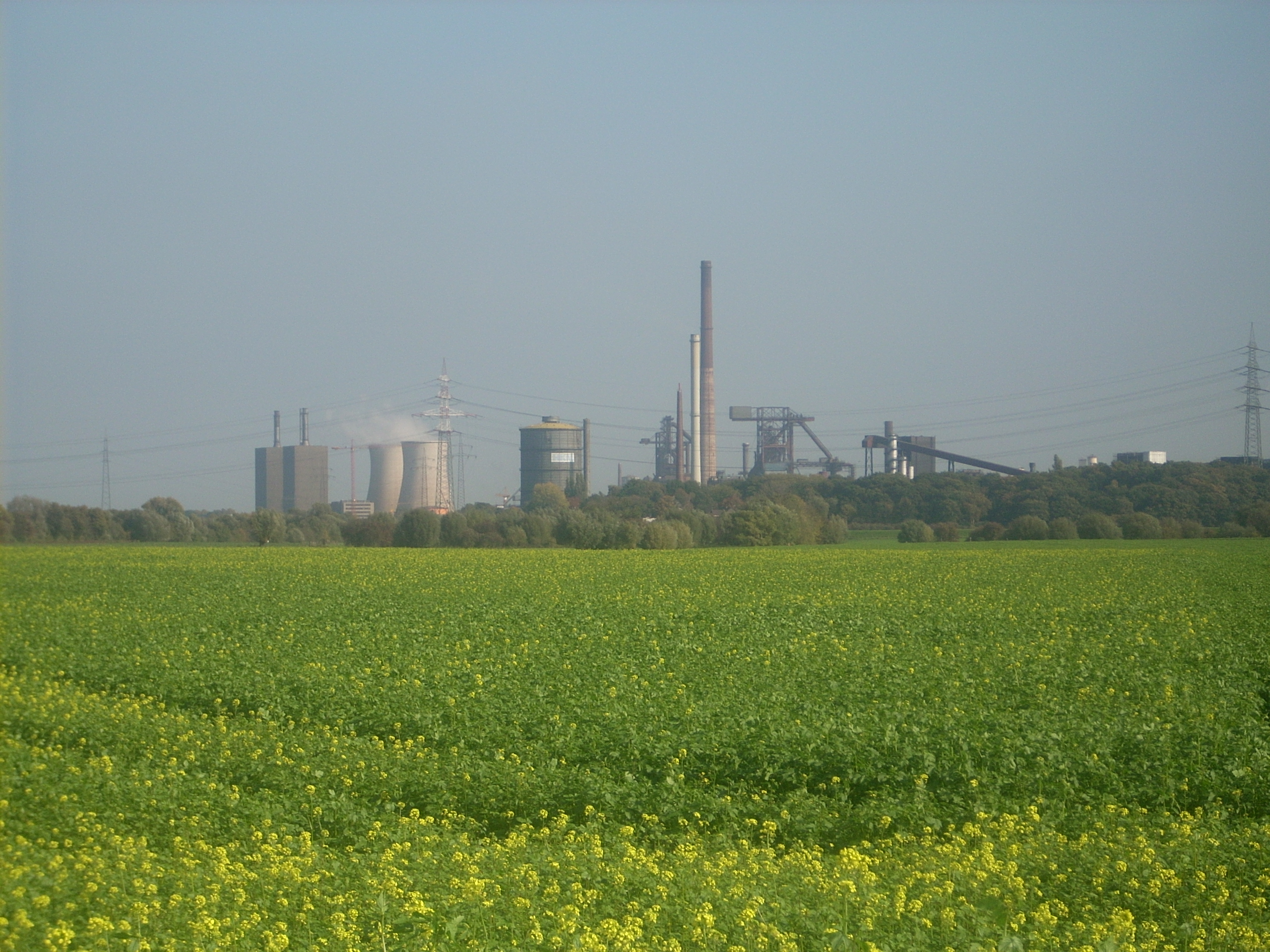
Hüttenwerk im Norden Mündelheims

### Wirtschaft
Das frühere große Fischerdorf wandelte sich zu einer landwirtschaftlich geprägten Gemeinde. Die Landwirtschaft spielt bis heute eine wichtige Rolle. Im Dorf gibt es noch einige Bauernhöfe und Mündelheim ist von drei Seiten von landwirtschaftlichen Flächen umgeben. Der Fischfang wird im Gegensatz dazu seit Mitte des 20. Jahrhunderts nicht mehr betrieben, da die Fischbestände im Rhein immer weiter zurückgingen.
Neben der Landwirtschaft sind heute kleine Handwerks- und Dienstleistungsunternehmen wichtige Wirtschaftsbereiche im Dorf. Im Norden von Mündelheim befinden sich ein Wasserwerk, ein Stahlwerk und ein Gewerbegebiet. Bekannte Unternehmen sind Brenntag (Chemiedistribution), Hüttenwerke Krupp Mannesmann, Rheinisch-Westfälische Wasserwerksgesellschaft und ThyssenKrupp Tailored Blanks.
Ein Großteil der Mündelheimer Bevölkerung pendelt täglich beruflich in die Städte Duisburg und Düsseldorf.

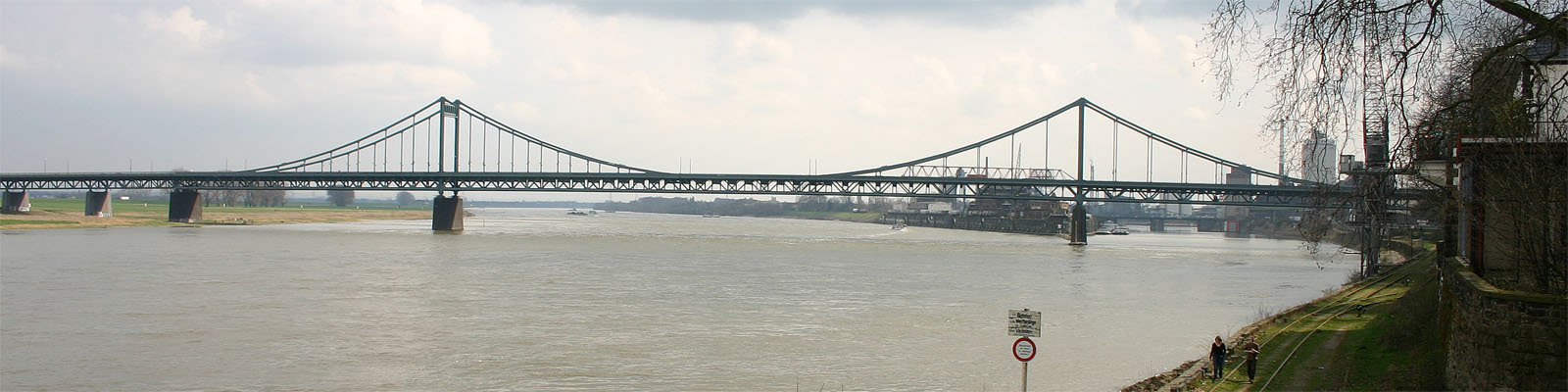
Rheinbrücke Uerdingen mit Duisburg-Mündelheim

### Verkehr
Von Mündelheim ist der Flughafen Düsseldorf, Deutschlands drittgrößter Flughafen, in nur 15 Minuten erreichbar.
Geteilt wird Mündelheim durch die Bundesstraße 288 (Krefelder Straße), die zwischen Ratingen-Breitscheid und dem Autobahnkreuz Duisburg-Süd bereits als Autobahn 524 ausgebaut ist, und von dort als Bundesstraße nach Krefeld weiterführt. In den kommenden Jahren soll sie vollständig zur Autobahn ausgebaut werden; sofern sie Mündelheim durchqueren würde, zur Vermeidung von Lärm in einem Tunnel im Ortsbereich. Die elf Kilometer lange Bundesstraße verläuft in Ost-West-Richtung und verbindet die Bundesautobahnen 52 (Essen-Düsseldorf) und 57 (Nimwegen-Köln) miteinander.
Die Rheinüberquerung der B 288 bildet die 1936 errichtete Krefeld-Uerdinger Brücke, die eine Fährverbindung zwischen Mündelheim und Uerdingen ersetzte. Die erste Erwähnung der Fähre zwischen Mündelheim und Uerdingen stammt aus dem Jahr 1659. Für Fußgänger und Radfahrer besteht die einzige Überquerungsmöglichkeit der Krefelder Straße in einer Fußgängerbrücke.
Den öffentlichen Nahverkehr in Mündelheim bilden die Buslinien 941 (Krefeld-Uerdingen – Duisburg-Mündelheim – Hüttenheim – Buchholz – Großenbaum – Duisburg-Wedau) und 942 (Duisburg-Mündelheim – Serm – Ungelsheim – Huckingen – Buchholz – Wedau – Duisburg-Bissingheim) der Duisburger Verkehrsgesellschaft. Über die Buslinien gibt es Anschlüsse an die Straßenbahnlinien 903, U79 und 043, die die Innenstädte von Dinslaken, Duisburg, Düsseldorf und Krefeld anfahren.
Der nächstgelegene Bahnhof befindet sich in Krefeld-Uerdingen, der per Bus (Linie 941) und Auto in fünf Minuten zu erreichen ist. Von dort aus fahren die Regionalbahn 33 (Aachen–Wesel) und der RegionalExpress 11 (Mönchengladbach–Hamm) u. a. in die Großstädte Aachen, Mönchengladbach, Krefeld, Duisburg, Essen und Dortmund. Die nächstgelegenen S-Bahn-Haltepunkte befinden sich in Duisburg-Großenbaum und Duisburg-Rahm.

### Medizinische Versorgung
Erst seit den 1970er Jahren verfügt Mündelheim über eine eigene Arztpraxis. Vorher musste die Bevölkerung Ärzte aus Huckingen oder Krefeld aufsuchen, es kamen aber auch Ärzte aus Hüttenheim oder Großenbaum nach Mündelheim, um die dort lebenden Menschen zu versorgen.
Neben der Allgemeinarztpraxis gibt es im Ort noch einen Zahnarzt, einen Tierarzt und eine Praxis für Krankengymnastik.
Krankenhäuser gibt es in Mündelheim nicht, in näherer Umgebung liegen das St. Anna Krankenhaus in Huckingen, die Berufsgenossenschaftliche Unfallklinik in Buchholz und das Klinikum Duisburg in Wedau.
Im 19. Jahrhundert und zu Beginn des 20. Jahrhunderts gab es im Dorf eine Hebamme, die für die Betreuung von Müttern und Neugeborenen in Mündelheim, Ehingen, Rheinheim, Serm und Bockum zuständig war. Ab 1919 übernahmen die Schwestern des Klosters die häusliche Krankenpflege.

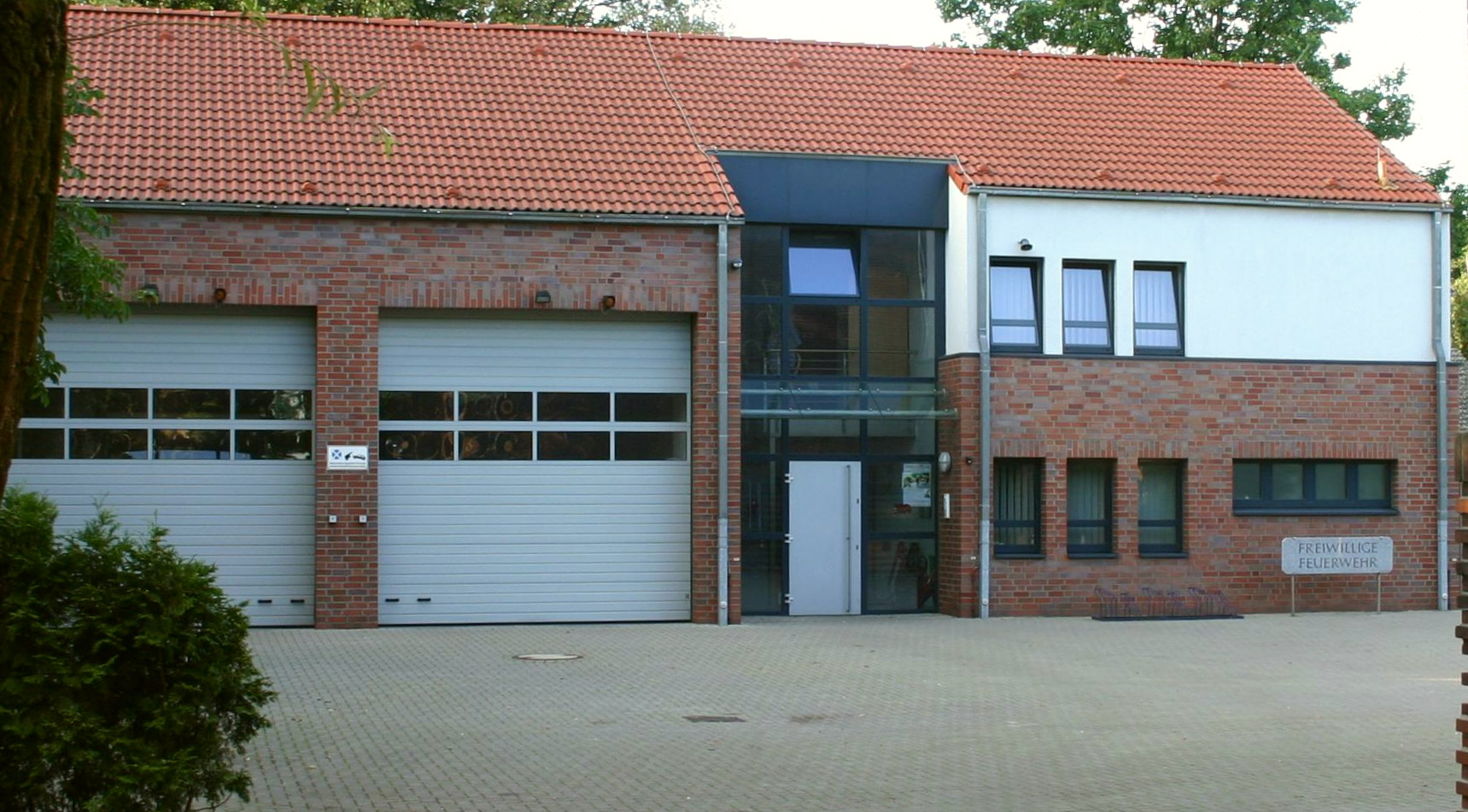
Das Feuerwehrhaus der Feuerwehr Mündelheim

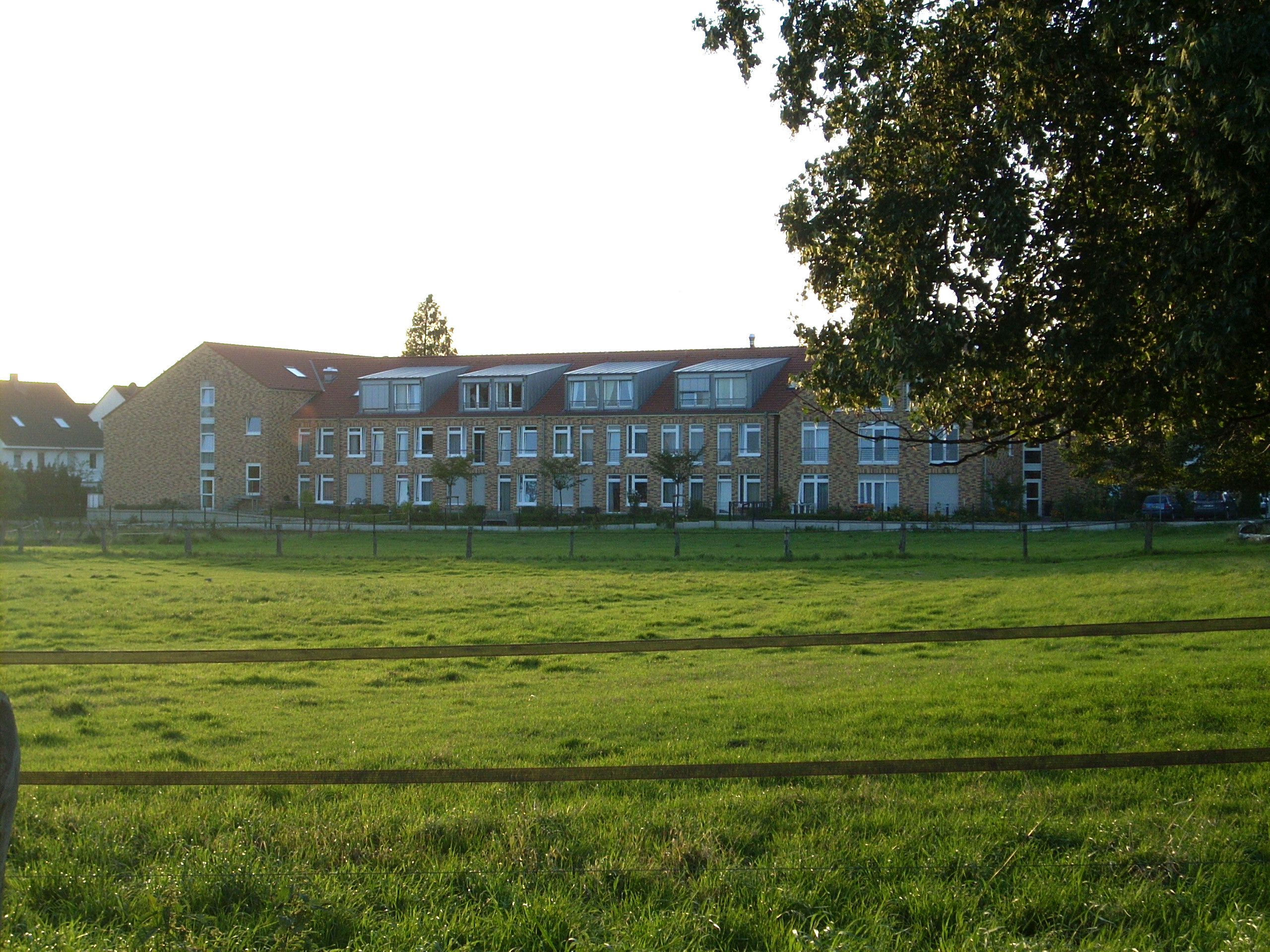
St.-Sebastian-Stift

### Öffentliche Einrichtungen
Im Jahr 1906 wurde die Freiwillige Feuerwehr Mündelheim-Ehingen-Serm gegründet und gehört seit der Eingemeindung Mündelheims nach Duisburg zur Feuerwehr Duisburg. Aufgrund der Randlage des Stadtteils fährt die Löschgruppe 705 mit ihren beiden Fahrzeugen (HLF 20/16 und LF 16) im Ersteinsatz und kommt nur bei Großschadenslagen im gesamten Stadtgebiet zum Einsatz. Im Juni 2007 gehörten 31 Mitglieder zur Einheit.
Das Malteserstift St. Sebastian wurde im März 2005 auf dem Gelände des ehemaligen Roßkothenhofes, in unmittelbarer Nähe der katholischen Pfarrkirche St. Dionysius, eröffnet. Ausgestattet ist das Seniorenstift mit 60 Zimmern für vollstationäre Pflege, 16 Apartments für Wohnen mit Service, einer Cafeteria mit offenem Mittagstisch, einem Andachtsraum und Mehrzweckräumen. Das Verwaltungsgebäude ist in einem alten Gebäude des Hofes untergebracht. Seit 2007 gibt es einen Förderverein.
Der Friedhof im Ortsteil Ehingen wird durch die Wirtschaftsbetriebe Duisburg des kommunalen Friedhofs Mündelheims betrieben. Die ersten Überlegungen zur Einrichtung eines kommunalen Friedhofes in Mündelheim gab es im ersten Jahrzehnts des 20. Jahrhunderts, aufgrund des Ersten Weltkrieges wurde das Vorhaben zunächst zurückgestellt, bevor die Bestrebungen in den 20er-Jahren konkreter wurden. Schließlich errichtete die Gemeinde den Begräbnisplatz auf einem etwa zwei Hektar großen Gelände auf dem Ehinger Berg. Seit 1924 ist er in Betrieb. Die noch aus der Gründungszeit des Friedhofs stammenden Kapelle wurde in den Jahren 1978/79 um- und ausgebaut, nachdem ein Neubau in den 1960er-Jahren nicht realisiert werden konnte.

### Bildung
Die erste Schule in Mündelheim, welche von der Pfarre St. Dionysius betrieben wurde, gab es wahrscheinlich im 17. Jahrhundert. Aus dieser Zeit stammen Berichte, dass der Pfarrer unterrichtete. Die ersten gesicherten Angaben über ein Schulgebäude stammen aus dem Jahr 1753. Das schon damals baufällige Gebäude wurde 1817 abgerissen, nachdem die neue Schule am Kirchplatz fertiggestellt worden war. Ersetzt wurde diese durch einen Neubau 1867, der heute noch existiert und gewerblich genutzt wird. Ein weiterer Neubau, der bis 1975 als Schule diente, die so genannte Alte Schule wurde 1930 errichtet; sie wird heute als Kultur- und Freizeitzentrum genutzt.
Die 1975 eingeweihte neue Schule, in der sich heute die Grundschule befindet, wurde gebaut, weil zu dieser Zeit die Schülerzahlen stark stiegen und daher neuer Schulraum geschaffen werden musste. Zum Schulgelände gehört eine große Turnhalle, welche von den Grundschülern aus Serm mitbenutzt wird. In Mündelheim gibt es noch zwei Kindergärten, den katholischen Kindergarten St. Dionysius und den städtischen Kindergarten Korbmacherstraße. Im Ortsteil Serm befinden sich ebenfalls eine Grundschule und ein Kindergarten.
Weiterführende Schulen befinden sich in der Nähe. Schüler, die eine humanistische Bildung und ein Studium anstreben, können von Mündelheim aus das Erzbischöfliche St.-Suitbertus-Gymnasium und das evangelische Fliedner-Gymnasium in Düsseldorf-Kaiserswerth, das Gymnasium Fabritianum und das Moltke-Gymnasium in Krefeld, sowie in Duisburg-Mitte das Landfermann-Gymnasium und das Steinbart-Gymnasium erreichen. Mit dem Ziel, Kindern von Arbeitern eine weiterführende Bildung zu ermöglichen, wurden zudem das nahegelegene Mannesmann-Gymnasium, die Gesamtschule Süd in Großenbaum, die Hauptschulen in Ungelsheim und Wanheim, das Schulzentrum Süd am Biegerhof mit dem der Realschule Süd und dem Bertolt-Brecht-Berufskolleg eingerichtet. Zudem sind mit der St. Georges International School in Duisburg-Ungelsheim und der International School of Düsseldorf (ISD) in Düsseldorf-Kaiserswerth zwei internationale Schulen erreichbar.
Ehemalige Schulen im Ort waren die beiden Ehinger Volksschulen (eine evangelische und eine katholische), welche 1960 dem Mannesmann-Werk weichen mussten, eine private Mädchen-Berufsschule im alten Klösterchen (1922 bis 1936) und die Obstbaumschule aus der Mitte des 19. Jahrhunderts, die den Obstanbau im Dorf förderte.